# ニッポン放送
株式会社ニッポン放送（ニッポンほうそう、英: Nippon Broadcasting System, Inc.）は、関東広域圏を放送対象地域とし、中波放送（AMラジオ放送）事業を行っている特定地上基幹放送事業者である。フジ・メディア・ホールディングスの連結子会社であり、フジサンケイグループの基幹会社の一つ。
旧法人設立から1967年（昭和42年）9月30日までの略称はNBSであったが、コールサイン「JOLF」からLFを使用している。
本記事は1954年（昭和29年）4月13日から2006年（平成18年）3月31日まで存在してフジテレビ（会社法人としては現在のフジ・メディア・ホールディングス）に吸収合併された旧会社と、2006年（平成18年）4月1日に分割新設された現行会社について述べる。
開局70周年に当たる、2024年度（令和6年度）のキャッチコピーは『笑顔にナーレ! ニッポン放送』。

## 概要

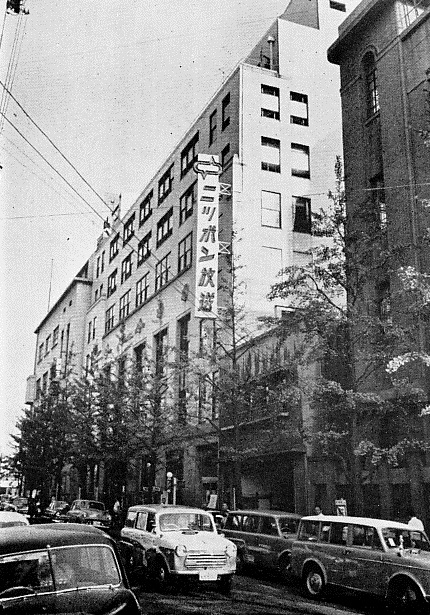
1960年頃のニッポン放送本社

東京地区で1950年代初頭に開局した民放のラジオ東京と文化放送に続き、1954年に財界を中心とした約200社の出資で開局した。当時の役員は財界人で構成され、会長は日本貿易会会長の稲垣平太郎、社長は経済団体連合会（経団連）副会長の植村甲午郎、代表取締役専務は日本経営者団体連盟（日経連）専務理事の鹿内信隆、取締役は日経連会長で日清紡績社長の櫻田武が務めた。これらの陣容から、当時に珍しく開局2年目で経常収支が黒字となった。
産経新聞、夕刊フジ、サンケイスポーツなどを発行する産業経済新聞社やフジテレビとともにフジサンケイグループを構成する中核企業である。文化放送とともにラジオネットワーク「NRN」のキー局を務めている。
社章と社旗は、フジサンケイグループ各社の統一シンボルマーク「目ん玉マーク」（作者・吉田カツ）を使用する。開局から目ん玉マーク制定前は、ニッポンの"N"とコールサインの“LF”を電波型にデフォルメしたマーク（作者・亀倉雄策）を使用した。
フジテレビの親会社となる存在であったものの、2005年（平成17年）1月17日からフジテレビが子会社化を目的に株式公開買い付け（TOB）を実施する。同時期にインターネット関連会社ライブドアが経営権奪取を目的として大量のニッポン放送株式を取得したが同社と4月18日に和解が成立し、9月1日にフジテレビの完全子会社になる。様々な問題提起を残した本件はニッポン放送の経営権問題に詳述がある。
『オールナイトニッポン』などのキーステーションとして全国的に知られるが、ラジオ関東が1981年10月に社名をアール・エフ・ラジオ日本、通称を「ラジオ日本」と改称すると、混同による錯誤から「ラジオ日本放送」の誤記、郵便物の誤送、間違い電話などが続発したことから「アール・エフ・ラジオ日本」の商号の使用停止を求めて提訴した。判決は請求棄却・ニッポン放送の敗訴で確定した。これらのことから、全国ネットの番組では郵便の宛先を紹介する際に「ニッポンはカタカナでお願いします」と呼びかけることがある。また、ラジオ日本では原則として頭に中波本局周波数の「1422」（いちよんにーにー）と冠する。一方、ニッポン放送でも放送中は「（ラジオは）AM1242」（エイエムいちにーよんにー）→「AM1242 FM93」→「FM93 AM1242」（エフエムきゅうじゅうさん、エイエムいちにーよんにー）や所在地である「東京（千代田区）有楽町」をつけることがある
1997年（平成9年）3月24日から2004年（平成16年）9月5日まで、本社として使用するビルの建て替えに伴い、東京都港区台場のFCGビル（通称フジテレビ本社ビル）へ移転した。
レコードとCD・磁気テープの音源を約23万枚保有し、民間放送局では2012年現在で最多である。
社員の給与は、ラジオ単営局の中で高額であった。
設立に財界が関与したことから、長らく労働組合が存在しないラジオ局であったが、ライブドアによる買収問題が契機となり、労使話し合いの場になっていた30代以下の若手社員有志組織「いちご会」を母体として、2005年3月に組合結成を準備して9月12日に労働組合が結成された。
2024年3月期決算の時点で6年連続営業増益を達成している。2024年6月度の「ビデオリサーチ首都圏ラジオ聴取率調査」では週平均、平日平均、土日平均で聴取率首位となり、radikoのユニークユーザー数（聴取人数）も2024年3月まで3年度連続で首都圏全局中のトップとなった。
今後の予定として、広告収入の低迷による設備更新の費用負担や、ワイドFMとの二重投資を解消するため、北海道・秋田を除く全国のAM放送を行う民放43社と合わせてAMを停波し、FM放送への転換を計画していることを2021年（令和3年）6月15日に発表した。現行の制度ではAM局がFM局に転換することは難しいため、2022年度に法規制の改正を行い、2028年秋の無線局免許状更新時にFM放送へ一本化する計画である。なお、総務省は2024年2月にAMの停波実証実験を行う予定であるが、AM放送の送信所が千葉県木更津市の親局しかないことや東京都墨田区の東京スカイツリーから送信されるワイドFMの電波が届きにくい北関東3県（群馬県・栃木県・茨城県）の聴取者への影響が大きいことからニッポン放送を含む在京AMラジオ3局（ニッポン放送・TBSラジオ・文化放送）は停波実証実験に参加しない予定である。
AMステレオ放送を東日本地区で唯一1992年の本放送開始時から提供していたが、AMステレオの送信機などがすでに製造終了となっており、ステレオ放送を継続・保守していくことが困難になったため、2024年3月31日付の放送終了（時間上は4月1日未明）をもってAMステレオを終了し、モノラルに戻した。なおAMステレオ対応ラジオ利用者は引き続きモノラルで聴取できるほか、ステレオ放送はワイドFM・インターネットラジオのradikoを利用するように促している。
また受信報告書に対する返礼として送っていたベリカードについても2024年3月31日付消印分をもって、日本国内で受信した分に関しては原則発行終了とし、国外で受信した場合に限り発行を継続するとしている。ただし、今後も受信報告書は受け付けるとしている。

## 放送局概要
- 呼出符号（コールサイン）：JOLF[1]
- 呼出名称（コールネーム）：にっぽんほうそう
- 周波数：1242kHz
- 空中線電力：100kW

### 送信所

#### 木更津送信所
| 周波数  | 空中線電力 | 所在地                  |
| ------- | ---------- | ----------------------- |
| 1242kHz | 100kW      | 千葉県木更津市椿318番地 |

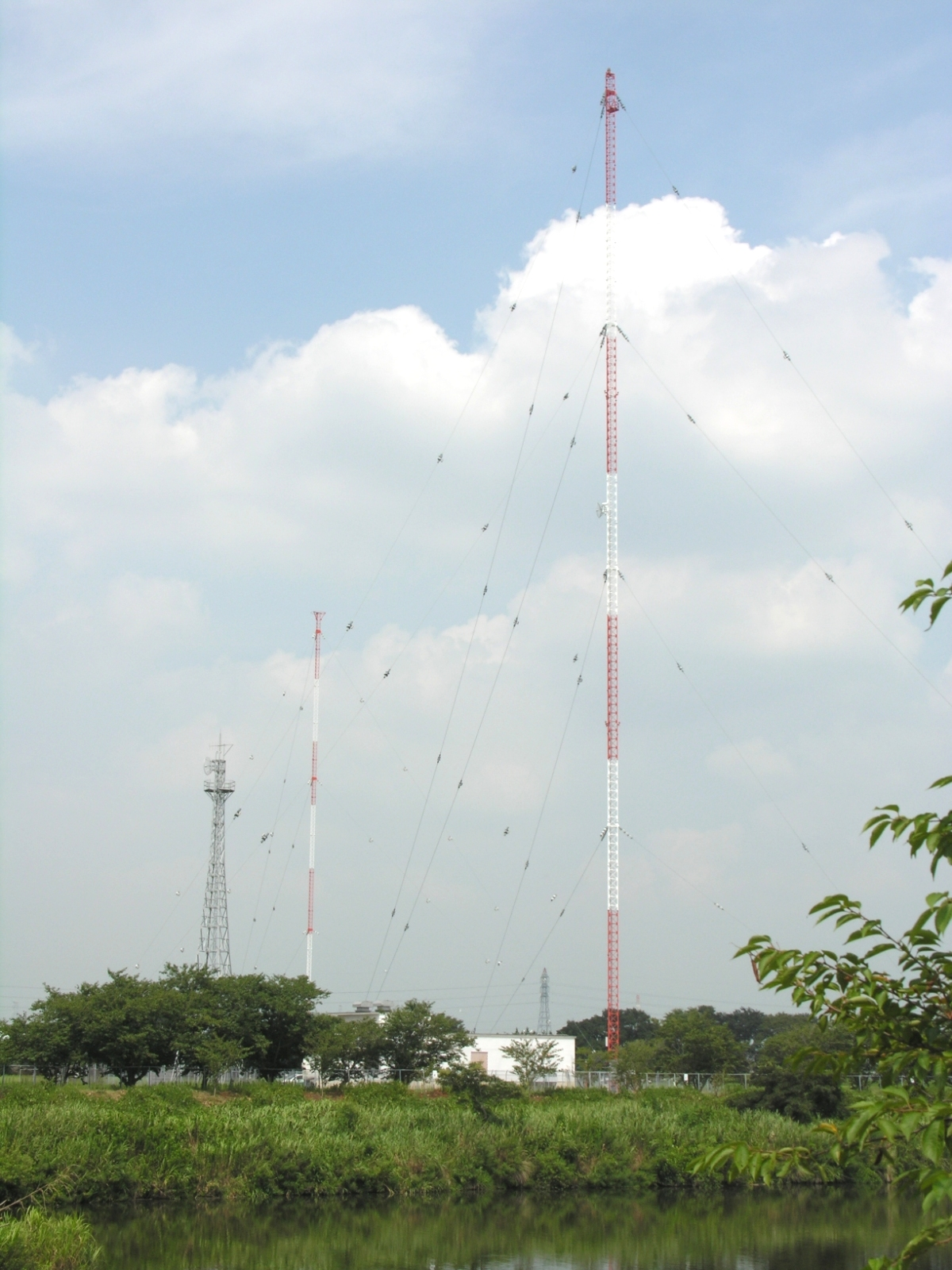
ニッポン放送 木更津送信所（2008年8月撮影）

- 所在地 千葉県木更津市椿318番地[21][22]（約15,000坪[23]）
- 送信アンテナ 支線式基部絶縁型指向性アンテナ（主アンテナ 122.4m支線式トラス鉄柱、副アンテナ 62.9m支線式トラス鉄柱、ラジアルアース 120本（半径 約110m）、施工 電気興業）[22][23][24]
- 旧送信機（1994年春まで） BN-7252V（日本電気）、MB-136C（日本電気）いずれも終段真空管蒸発冷却式[23]
- 現送信機（1994年3月本格運用）MBT-9050A 50kWデジタル振幅変調方式（全固体化）（NEC） 2台 計100kW、 MBT9100A（NEC）、設置工事 NEC、鹿島建設
- 送信局舎 鉄筋コンクリート、高床式、一部2階建て、約147坪、施工 鹿島建設[23]
- 非常時用自家発電機 350kVA[22]
- 備考：周波数を1240kc変更して送信出力を100kWへ増強した1971年6月から使用している。当地はかつて小櫃川の一部で、河川改修で河川敷となった場所に設置している。
- 敷地内「ニッポン放送木更津太陽光発電所」：2013年3月着工、2013年10月1日稼働開始、設計と運営 NTTファシリティーズ、施工 電気興業、三菱電機製太陽電池モジュール（250W×7634枚）、東芝三菱電機産業システム製パワーコンディショナー（500kW×3台）、発電能力 約1.908MW、年間発電量 230万 - 250万kWh（2016年までの実績）、推定年間CO2削減量 1,175トン、発生電力は電力事業者へ販売[25][26]。非常用電源として使用しない[22]。

#### 足立予備送信所

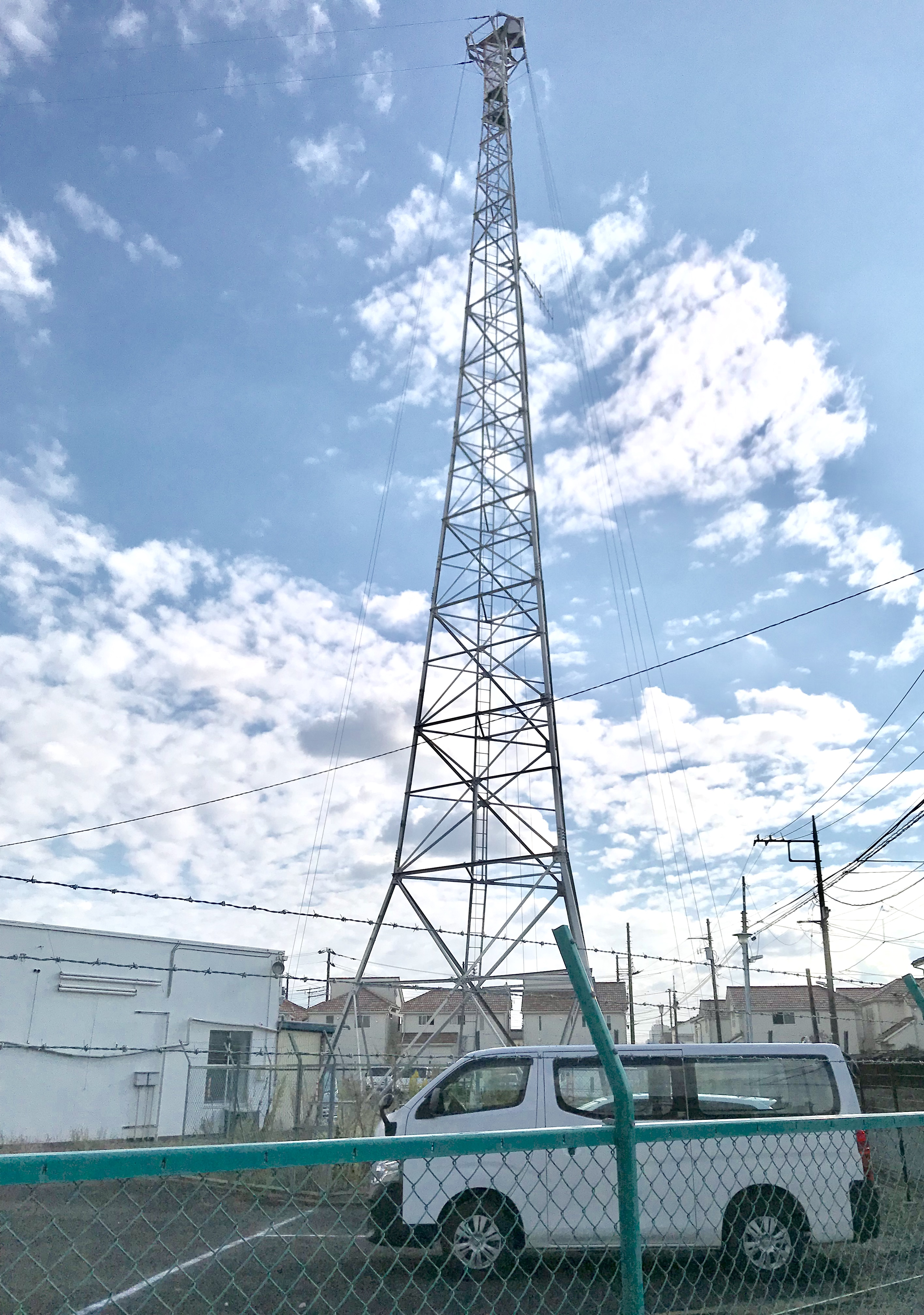
東京都足立区にあるニッポン放送足立予備送信所の主鉄塔。頂部から左方向にアンテナワイヤーが伸びる逆L字型アンテナ。（2018年撮影）

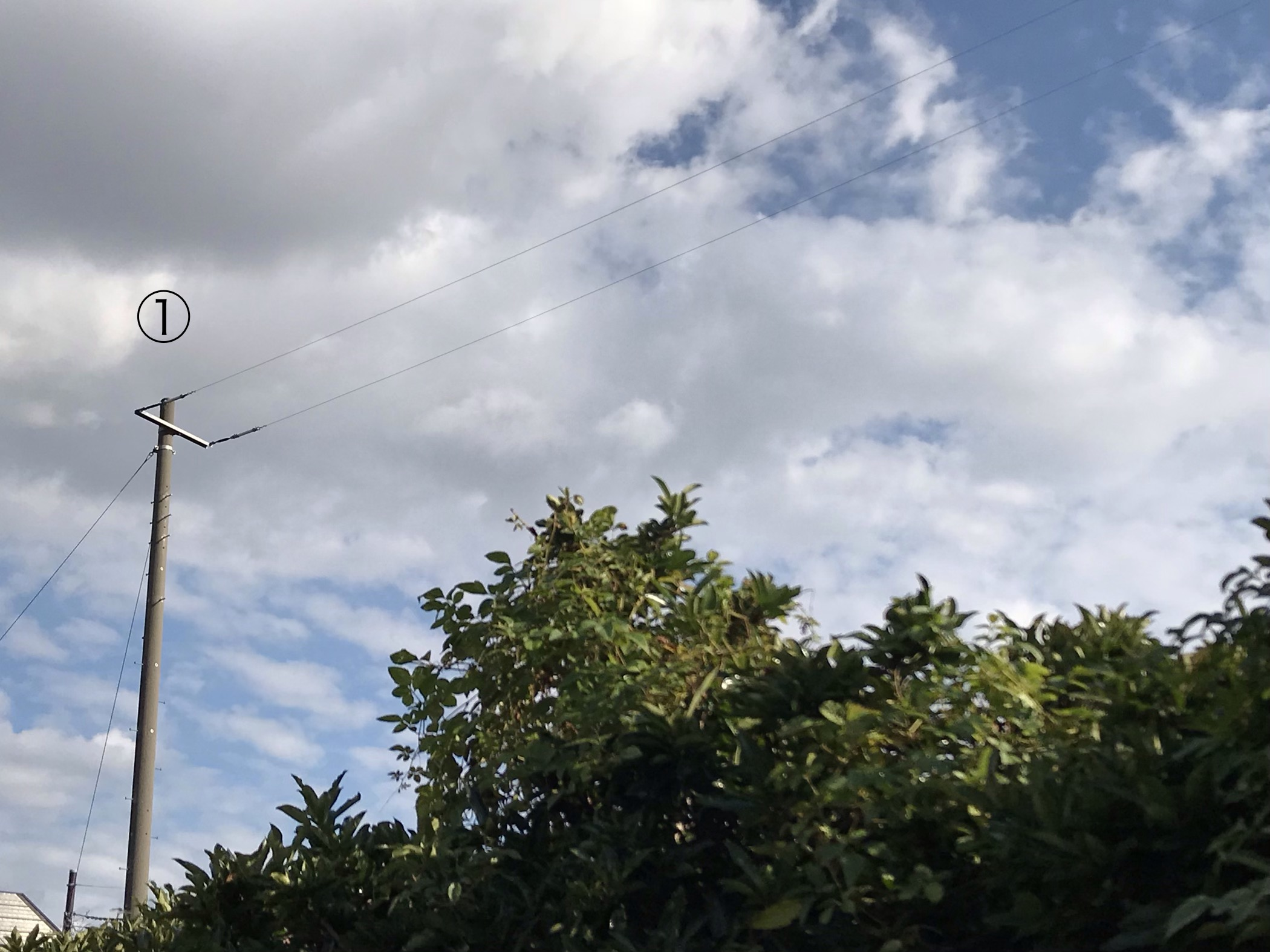
写真右手の主鉄塔から伸びるアンテナワイヤーの終端部。

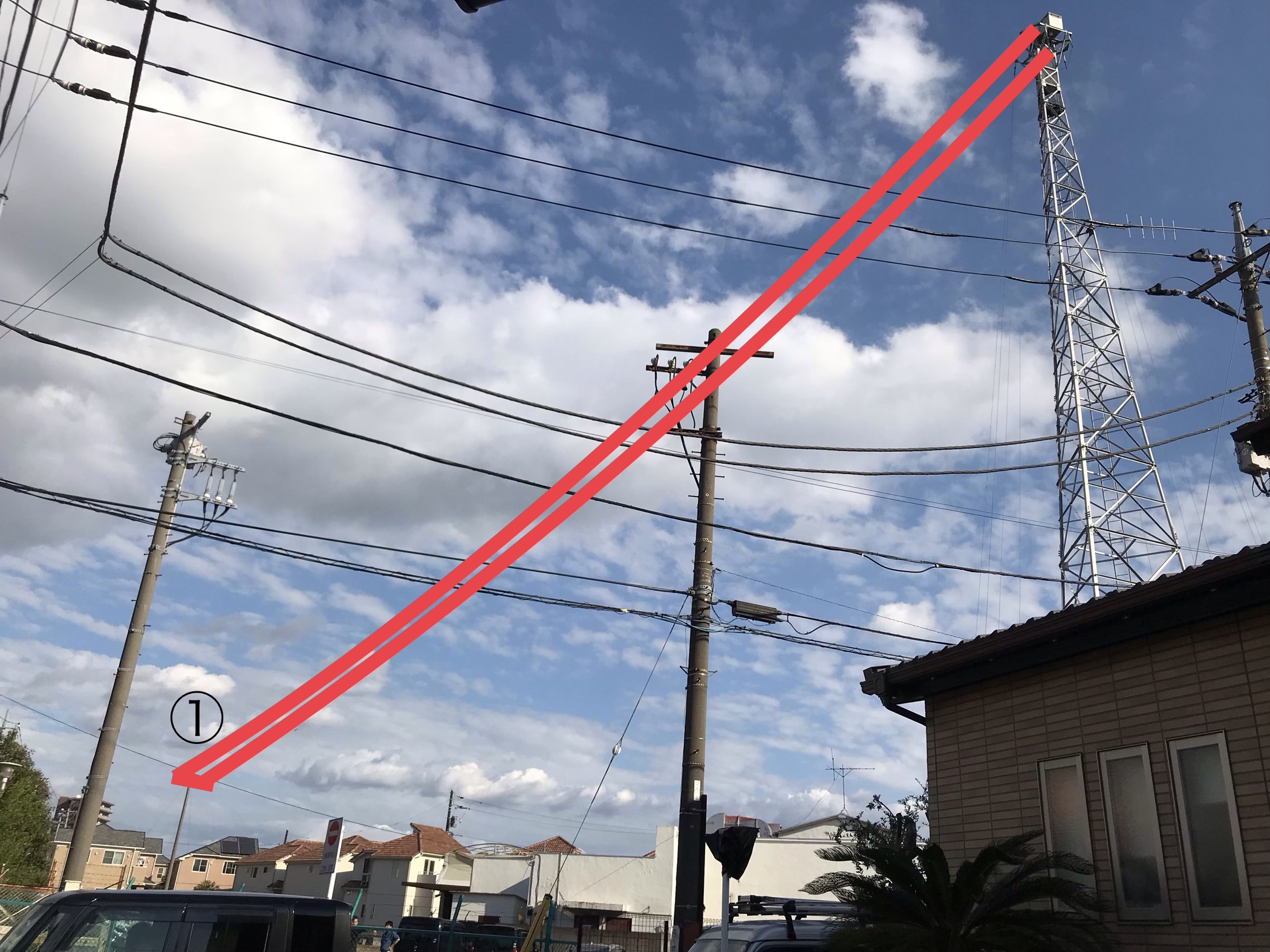
ニッポン放送足立予備送信所アンテナの全景。撮影者自身で赤線を加筆しアンテナワイヤーを強調。

- 所在地 東京都足立区東六月町7-11（旧地番 六月町921番地）
- 出力1kW[27]。1971年6月に木更津送信所に移転するまで、当地を送信所として使用していた。敷地内にポニーキャニオンエンタープライズ足立営業所、隣接地にニッポン放送足立野球場があったが2011年に取り壊され、野球場跡地は売却されて住宅地「パレットコート六町」になっている。

#### 墨田FM補完中継局（放送呼称：「ワイドFM」）
| 周波数  | 空中線電力 | 最大実効 輻射電力 | 所在地                                            |
| ------- | ---------- | ----------------- | ------------------------------------------------- |
| 93.0MHz | 7kW        | 57kW              | 東京都墨田区押上1丁目1番13号 （東京スカイツリー） |

FM放送補完放送中継局として2014年9月3日に予備免許が付与され、東京スカイツリーにニッポン放送、TBSラジオ、文化放送の3社が共同でアンテナを設置して2015年10月5日に試験放送を開始し、12月7日13時00分に本放送を開始した。AMの補完目的で放送されるためFMはサイマル放送される。
2015年3月30日から在京3局はFM補完放送の通称を「ワイドFM」とした。ニッポン放送の補完中継局の愛称は、当初「+FM93」（プラスエフエムきゅうじゅうさん）としていたが、「ワイドFM」の愛称導入と同時にニッポン放送2015年春のキャンペーンコピーにかけて「Happy FM 93」（ハッピーエフエムきゅうじゅうさん）と制定としていたが、キャンペーンコピー変更後から徐々に「ワイドFM93」（ワイドエフエムきゅうじゅうさん）へと切り替えている。同時に概要欄にあるようにローカルワイドにおいて自社のステーションネーム読み上げ時に「FM93 AM1242 ニッポン放送」の表現を多用する。
日本記念日協会に申請して9月30日が「HAPPY FM93の日」と承認された。認定式の模様は公開生放送の『大谷ノブ彦 キキマス!』で生中継された。

#### J:COMケーブルネットワーク
2014年5月27日から、関東地区のJ:COM各局でTBSラジオ・文化放送とともにJ:COMテレビのデータ放送でAMラジオ音声の再送信が行われており、音声はテレビ受像機で聴取する。

#### radiko
『radiko』は2010年3月15日の試験配信開始から参加しており、当初は南関東の東京・神奈川・埼玉・千葉が配信エリアだったが、12月1日の本サービス以降は北関東の群馬・栃木・茨城も配信されている。
タイムフリー聴取は2016年10月11日に開始されてニッポン放送も番組表を刷新した。
ジャニーズ事務所関連で、2018年4月1日5時に『タッキーの滝沢電波城』『中居正広 ON&ON AIR』『オールナイトニッポンサタデースペシャル 大倉くんと高橋くん』が、radikoプレミアムでエリアフリー聴取可能となり、4月7日土曜日の放送からエリアフリーとタイムフリーにも対応してエリアフリー未対応番組は全廃された。それ以外も徐々に非対応番組は減少していったが、『テレフォン人生相談』は現在も対象外である。
番組表は、フロート番組も独立させて表記する（そのため、内包するワイド番組は枠が細切れになる）。また番組のサムネイル画像は、各番組にもれなく設定されており、局標準仕様の画像は「放送休止」枠で見られる程度である。
放送局記号は「LFR」。

## 新聞番組表
産経新聞東京本社版のラテ欄は、番組タイトル部分をゴシック体で表記している。フジテレビの番組欄は、黄色で網かけと今日のみどころが補足されている。
鳥取県の日本海新聞は、関東のラジオ局で唯一当局を取り上げて、早朝からの全日分掲載するが、昼間に関して直接受信の聴取が出来ない。

## 資本構成
企業・団体は当時の名称。出典：

### 2008年10月1日以降
| 株主                             | 比率 |
| -------------------------------- | ---- |
| フジ・メディア・ホールディングス | 100% |

## 沿革

### 1950年代 - 1990年代
- 1953年（昭和28年）

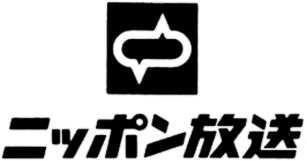
初代ロゴ（1986年まで使用）

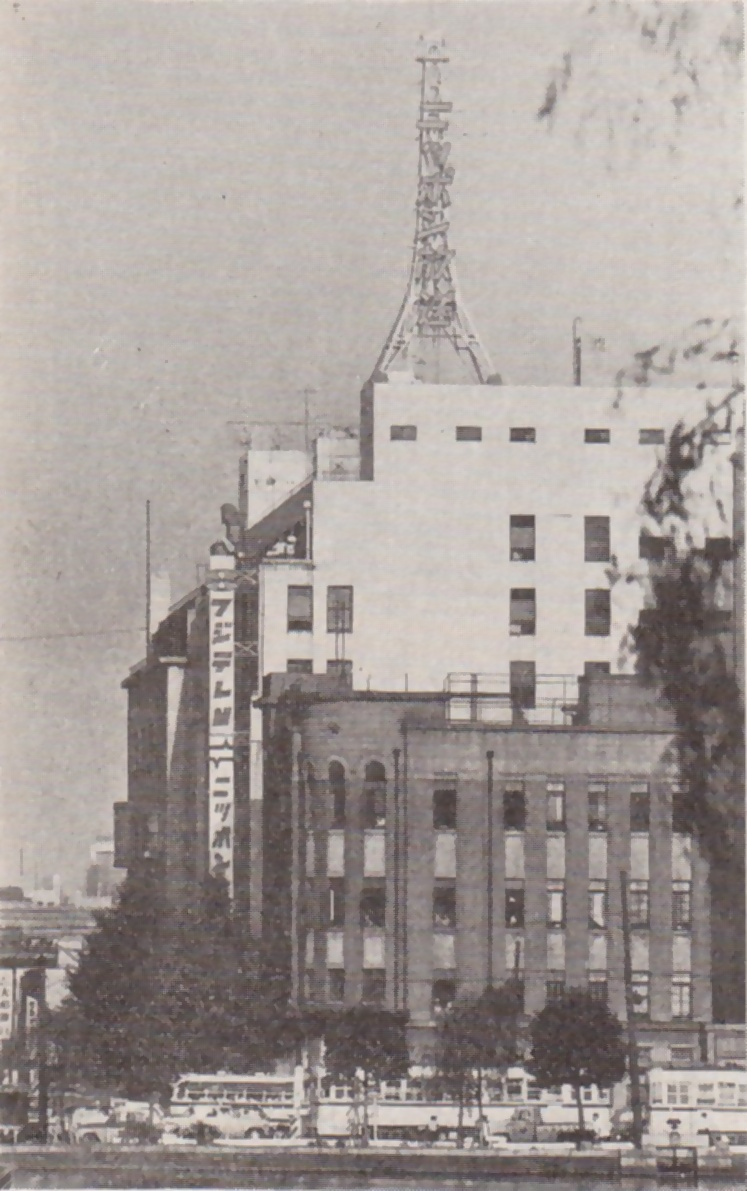
本社（1961年ごろ）。当時はフジテレビの本社所在地でもあった

  - 12月21日：日本放送株式会社として放送免許を申請[45]。
  - 12月23日：日本放送株式会社として予備免許を取得。
- 1954年（昭和29年）
  - 1月21日：日本放送株式会社を「株式会社ニッポン放送」に改称。
  - 4月23日：設立総会を経て正式に「株式会社ニッポン放送」を設立。
  - 7月7日：本免許取得（コールサイン JOLF、周波数 1310kc[注釈 15]、出力 50kW）。
  - 「ニッポン放送行進曲」（作曲：古関裕而、演奏：ニッポン放送管弦楽団）を作曲[注釈 16]。
  - 7月14日：午前6時30分から、開局記念番組を放送。様々なイベント、ライブの模様を放送
  - 7月15日：午前5時に、全国で36局目、東京でラジオ東京（KRT）、日本文化放送協会（NCB）に続く3局目で本放送を開始。NBSを略称とし、最初の番組は「お早うさん」[注釈 17]、最初の曲はムソルグスキー作曲『禿山の一夜』、アナウンサーは檜山信彦、ディレクターは糸居五郎であった。
  - 11月27日：この日開催中の「第3回全日本オーディオフェア」にて、ラジオ東京・文化放送と共同で、最初の聴取者向けの3元立体放送（=モノラル3波を使った、3チャンネルステレオ放送）を実施[47]。
- 1955年（昭和30年）：ポニーキャニオンの前身となる関連会社、株式会社ニッポン放送事業社を設立。1966年（昭和41年）10月1日に株式会社ニッポン放送サービスとなる。
- 1957年（昭和32年）11月：東京地区のテレビ免許割り当てに伴い、文化放送と共同でフジテレビジョン（以下フジテレビ）を設立。
- 1958年（昭和33年）：文化放送と共同でステレオ実験放送を実施。
- 1959年（昭和34年）
  - 3月：株式会社深夜放送を設立（後に催事企画及び保険代理店の株式会社フジサンケイエージェンシーとなる）。
  - 10月10日[45]：24時間放送開始[48]。
- 1962年（昭和37年）11月3日：国内初のサテライトスタジオを新宿小田急百貨店店内に開設。
新宿のほかに、1962年12月2日に西銀座の東京高速道路高架下で現在西銀座デパート近傍、1963年（昭和38年）8月1日に浅草の雷門横、1966年（昭和41年）4月8日に池袋の西武百貨店池袋本店内、それぞれに開設した[49][注釈 18]。
- 1964年（昭和39年）：聴取者細分化により夜間を若者向けとする新編成方針を発表[48]。
- 1965年（昭和40年）5月3日：文化放送と共同で全国民放ラジオ31社を結ぶ全国ラジオネットワーク（NRN）を発足。
- 1967年（昭和42年）10月2日：のちに長寿番組となる深夜放送『オールナイトニッポン』を開始[48]。この頃略称を「LF」に変更。現在、NBSの略称は長野放送が使用する。
- 1971年（昭和46年）
  - 6月：周辺に鉄筋コンクリートの建物が増え環境が悪化した東京都足立区六月町921番地[50]（現 足立予備送信所）から千葉県木更津市椿318番地へ増力と同時に移転することとなり、新送信所の建設が開始される。
  - 11月1日：周波数を1240kcに変更、出力を100kWに増力し、運用を開始する。[51]。
この変更前後の10月29日朝8時30分から11月2日正午まで、出力100kW拡大にちなんで『100時間マラソンラジオ』と題した特別番組放送した。
周波数変更直前から新周波数（1240kc）で鐘の音を鳴らしながら「このシグナルは1240kc・100kW、ニッポン放送木更津送信所から送信しています。周波数をおあわせ下さい」のアナウンス音源が試験電波で放送された。午前3時の時報と同時に「ニッポン放送です。ニッポン放送はただいまから周波数1240kc、出力100kWで放送します」アナウンスされ、「第2の開局」と称して周波数変更と出力拡大が行われた。アナウンスは高岡尞一郎が担当した。
- 1973年（昭和48年）：『銀座音楽祭』を開始。
- 1975年（昭和50年）：視覚障害者のために音響装置付信号機などを贈るべく、毎年12月24日から12月25日にかけて24時間放送するチャリティー番組『ラジオ・チャリティー・ミュージックソン』を開始。
- 1977年（昭和52年）10月1日：深夜放送『オールナイトニッポン』放送開始10年。
- 1978年（昭和53年）
  - 11月23日：国際電気通信連合（ITU）の取り決めで、周波数が9kHzステップへ移行したため、午前5時に周波数を1242kHzに変更。5時00分から9時01分は試験放送で、『玉置宏の笑顔でこんにちは』で9:00から1分間は玉置が喋り、電電公社の時報に続いて改めてオープニングを流した。当日は俵孝太郎が『FNNニュースレポート6:00』で取材していた[52]。
  - 日付不明：堤義明からプロ野球球団「横浜大洋ホエールズ」運営会社の株式約30%を取得。
- 1981年（昭和56年）12月：第1スタジオを改装した、大型多目的公開スタジオ「ラジオハウス銀河」が完成。
- 1982年（昭和57年）2月16日：プリエンファシスを導入。
- 1986年（昭和61年）4月1日：フジサンケイグループ統一CI導入に伴い、ロゴ・マークを現在の「目ん玉マーク」に変更。
- 1987年（昭和62年）
  - 8月3日：フジテレビ月9枠でニッポン放送営業部を舞台にしたマスコミ業界ものテレビドラマ『ラジオびんびん物語』が放送開始（9月21日まで全8回）。毎回、本社でのロケ撮影を行い、当時放送していた実在の番組やその出演者が実名で登場。
  - 10月1日：深夜放送『オールナイトニッポン』放送開始20年。
- 1988年（昭和63年）：場内FM放送システム「FM Live Station」の業務を開始。
- 1991年（平成3年）10月：『オールナイトニッポン』25年目を記念して、中島みゆき、タモリ、ビートたけし、笑福亭鶴光の各オールナイトニッポンが一夜限りの復活放送特別番組を放送。
- 1992年（平成4年）
  - 3月15日：午前9時からAMステレオ放送の本放送を開始。これにあわせて「右からきんさん・左からぎんさん」「元気にステレオ・ニッポン放送」ときんさんぎんさんが出演するCM、記念生放送特番「これがニッポン放送のステレオだ! ステレオオープニングスペシャル」を放送した。時報をステレオ対応、ニュース、交通情報のジングル、それぞれを変更した。
  - フジテレビジョン社長の日枝久、産業経済新聞社社長の羽佐間重彰らが鹿内宏明会長を解任。
- 1994年（平成6年）3月：国産初の全固体化大電力デジタル振幅変調方式の送信機（日本電気製 MBT-9050A）を導入。
- 1995年（平成7年）：ニッポン放送出版を吸収合併し、資本金を6000万円に増資。
- 1996年（平成8年）12月2日：東京証券取引所第二部に株式を上場。
- 1997年（平成9年）
  - 3月24日：本社が入居する糖業会館ビルの老朽化に伴う建て替え計画により、東京都港区台場のFCGビルへ移転。本社・スタジオ・主調整室はFCGビルのメディアタワーの22階から24階に設けられた。糖業会館ビルは分室として営業部門が残り、スタジオも『タモリの週刊ダイナマイク』などの録音番組に使用。「ラジオハウス銀河」も台場に大型スタジオが未完工のため使用を続けた。
  - 10月1日：深夜放送『オールナイトニッポン』が放送開始30周年となり、記念して1998年3月まで過去のパーソナリティが登場する特別番組『オールナイトニッポンDX』を放送した。
- 1998年（平成10年）インターネット公式サイト「www.fujisankei-g.co.jp/jolf/」を、フジサンケイグループのサイト内に開設。
- 1999年（平成11年）
  - 3月29日：夜間帯大幅改編。「ぼくらの、新しいラジオ。」をキャッチフレーズにLF+Rを開始。allnightnippon.comを新設。
  - 6月1日：亀渕昭信が代表取締役社長に就く。
  - 10月4日：公式サイトを 1242.com, allnightnippon.com, jolf.co.jp, jolf.net へそれぞれ移転し、10月から一部番組で電子メールでの受付を開始。

### 2000年代
- 2000年（平成12年）
  - 3月25日：ニュース、交通情報のジングルを塩塚博作曲のものに変更し、2011年7月まで使用。
  - 12月1日：BSフジの超短波放送チャンネルの一つとして「LFX488」の放送を開始。『ブロードバンド!ニッポン』など一部番組はインターネットラジオとしても送信する。BSデジタルラジオ用サイトlfx488.comを開設する。
  - インターネットショップを開設。
- 2001年（平成13年）
  - BSデジタルラジオ用サイトを、lfx.jpへ移転。
  - 8月：旧糖業会館ビルの解体開始。
  - 11月：フジテレビ系列で『福山雅治と西川貴教のオールナイトニッポンTV』を放送。
- 2003年（平成15年）
  - 3月31日：新年度開始・「LF+R」ブランド廃止と同時に夜番組のサイト「allnightnippon.com」公式ウェブサイトを刷新。
  - 7月：村上ファンドがニッポン放送発行済み株式の7%を取得し、以後2004年3月までに19%近くまで買い増して筆頭株主となる。
  - 10月10日：エフエム東京、ジャパンエフエムネットワークと共同で地上デジタルラジオ実用化試験放送「Digital Radio 98 The Voice」を開始。1セグメント放送だけでなく3セグメント放送の試験放送も行う。
- 2004年（平成16年）
  - 3月29日：新年度開始と同時に昼番組のサイト「1242.com」、夜番組のサイト「allnightnippon.com」、会社要覧・ラジオリビングのサイト「jolf.co.jp、jolf.net」の各全公式ウェブサイトを刷新。
  - 7月15日：開局50周年を記念した特別番組「ニッポン放送開局記念日スペシャル 笑顔が一番!あなたと一緒に50年」を放送。
  - 9月6日：糖業会館・ニッポン放送本社ビルが竣工し、FCGビルから8年ぶりに有楽町に戻る。
- 2005年（平成17年）
- ここからの事象はニッポン放送の経営権問題も参照のこと。
  - 1月17日：フジテレビジョンがニッポン放送発行済み株式の公開買付（TOB）を発表。両社の資本関係を逆転させてフジテレビの子会社となる予定だった。
  - 2月8日：インターネット関係会社ライブドアが子会社のライブドア・パートナーズと合わせて株式の35%を取得し、ライブドアグループが筆頭株主となる。
  - 2月10日：フジテレビが、ニッポン放送株式TOBの株式保有比率目標を「50%超」から「25%超」に引き下げ、買い付けの期限を3月2日まで延長すると発表する。
  - 2月23日：フジテレビに4720万株分の新株予約権を割り当てると発表。
  - 2月25日：ライブドアがフジテレビを対象とした新株予約権発行を不服として東京地裁に発行差し止めの仮処分を申請。
  - 3月8日：フジテレビのニッポン放送株式TOBが成立し、発行済み株式総数3280万株の36.47%を取得したと発表。
  - 3月11日：ライブドアの差止請求が認められて上記の新株予約権発行は無効となり、ニッポン放送は東京高裁に対して即日抗告する。
  - 3月23日：上記の新株予約権発行差し止めの仮処分を不服としたニッポン放送の東京高裁に対する抗告が棄却され、新株予約権発行を断念する。
  - 3月24日：ニッポン放送はソフトバンク・インベストメント（SBI）に、ニッポン放送が現在所有するフジテレビ株を5年間の期限付きで貸し与えた。
  - 3月27日：1955年以来、50年間続いた長寿番組『新日鉄コンサート』が終了。
  - 4月：ビデオリサーチ首都圏ラジオ聴取率調査で首位。
  - 4月18日：ライブドアとフジテレビが和解し、ライブドアグループが所有するニッポン放送株式全てをフジテレビに譲渡すると発表。フジテレビによる完全子会社化に目途が立つ。
  - 4月22日：ライブドアが「ニッポン放送株式をフジテレビと“共同保有している”」とした「大量保有報告書」を関東財務局に提出。
  - 5月23日：フジテレビがライブドア・パートナーズを買収し同社の商号を「LFホールディングス」（2006年4月に存在した「ニッポン放送ホールディングス」とは別の会社で、2005年7月12日にフジテレビと合併）に変更し、フジテレビ保有のニッポン放送株式が合わせて68.87%となる。フジテレビによるニッポン放送の子会社化を円滑に進めるため、産業活力再生特別措置法の適用認定を申請。
  - 5月24日：ニッポン放送株式を東京証券取引所が監理ポストに割り当てる。
  - 5月25日：ニッポン放送が自社株式のTOBを開始する。
  - 6月10日：総務省が産業活力再生特別措置法の適用を認定。
  - 6月16日：ニッポン放送による自社株式のTOBが完了し、ライブドアが保有する株式の大半を含む964万株を取得する。ライブドアは主要株主から外れる。
  - 6月22日：フジテレビの深夜ドラマ枠『ディビジョン1』で、ニッポン放送のオールナイトニッポン制作現場を舞台としたドラマ『1242kHz こちらニッポン放送』が放送を開始。22日深夜（23日未明）放送の『松浦亜弥のオールナイトニッポン』でドラマの模様を解説する。
  - 6月24日：磯原裕専務が社長に就き、亀渕昭信社長は退任して相談役に就く。
  - 6月28日：ニッポン放送株式が東京証券取引所の整理ポストに移行。
  - 6月30日：SBIに貸し出されていたフジテレビ株式がニッポン放送に返却され、ニッポン放送がフジテレビの筆頭株主に復活。
  - 7月28日：ニッポン放送株式が東京証券取引所の上場を廃止。
  - 9月1日：フジテレビと株式交換を実施し、フジテレビによるニッポン放送の完全子会社化が完了。
  - 10月3日：「ニッポン放送Podcasting STATION」を開設し、ポッドキャスティングによるインターネットラジオ配信を開始。
- 2006年（平成18年）
  - 1月19日：総務省がニッポン放送のラジオ事業部門の会社分割に伴う免許承継を認可。
  - 3月31日：BSフジの超短波放送チャンネル撤退に伴い「LFX488」の放送を終了し、4月1日付けでインターネットラジオ「LFX BB」と統合してステーション名を「LFX mudigi」に改称。
  - 4月1日（休日につき、登記は4月3日に実施）：（旧）「株式会社ニッポン放送」保有の資産をフジテレビに吸収させるため会社分割を実施し、社名を「株式会社ニッポン放送ホールディングス」に商号変更すると共に、中波放送局免許及び中波ラジオ放送事業を、新たに設立した（新）「株式会社ニッポン放送」に承継。ロゴマークも新会社がそのまま承継。
「ニッポン放送ホールディングス」をフジテレビが吸収合併。フジテレビは（旧）ニッポン放送が保有していたフジテレビ株式の20.80%とニッポン放送子会社ポニーキャニオンなどの株式を取得し、ニッポン放送保有のフジテレビ株式がなくなるとともに、ニッポン放送の子会社がフジテレビの直接子会社となりフジテレビが事業持株会社化した。
アナウンサー11人を含む全社員の約2割の47人を除き、全社員がニッポン放送に残留のため（新）「ニッポン放送」へと自動的に転籍し、47人はニッポン放送ホールディングスとフジテレビの合併によりフジテレビへと自動的に転籍となり、完全にフジテレビの社員となった[53][54]。
  - 8月：ビデオリサーチ首都圏ラジオ聴取率調査で首位。
  - 9月30日：4月の会社再編でフジテレビの社員になっていた自動的に転籍前のニッポン放送アナウンサー全てが番組から降板、もしくは番組終了。
  - 10月1日：地上デジタルラジオ実用化試験放送のチャンネルが、9501チャンネル（愛称mudigi）に移動し、1セグメント放送のみに変更。
- 2007年（平成19年）
  - 4月2日：LFX mudigiを地上デジタルラジオ実用化試験放送及びインターネット放送を行うデジタルステーションSuono Dolceとして刷新し、同年3月中旬にWebサイトを開設。地上デジタルラジオのチャンネル名をD-JOLFに変更し、サブチャンネルのJOLF+を開始。
  - 10月1日：深夜放送『オールナイトニッポン』放送開始40周年。
- 2008年（平成20年）
  - 1月29、30日：2008年北京オリンピックハンドボールアジア地区最終予選の再試合を、日本で行われる国際試合としてラジオ史上初のハンドボール実況生中継を放送。ハンドボールのラジオ実況は、1997年世界男子ハンドボール選手権の熊本放送以来である。
  - 2月18日：番組が受け付けるファックス番号を一般電話番号からナビダイヤルへ変更。
  - 2月23日：『オールナイトニッポン』40周年の特別番組として、同日 13:00から翌2月24日 29:00（午前4時）迄『俺たちのオールナイトニッポン40時間スペシャル』を放送。ビートたけし・笑福亭鶴光・タモリ・松任谷由実・ウッチャンナンチャンなどの歴代パーソナリティーが久々に放送し、福山雅治・ナインティナインと現在のパーソナリティも放送した。
  - 9月29日：地上デジタルラジオ「D-JOLF」のサブチャンネル「JOLF+」を、「ニッポン放送DIGITAL」に改称。地上波ニッポン放送のサイマル放送を開始。
  - 10月1日：フジテレビの持株会社化により、フジ・メディア・ホールディングスの完全子会社となる。

### 2010年代
- 2010年（平成22年）
  - 3月15日：他の在京ラジオ6局と共同で、インターネットのIPサイマル放送「radiko」の試験配信を開始（南関東-1都3県限定）[55][56]。
  - 6月22日： 協同廣告会長の村山創太郎が、社長に就任。磯原裕社長が相談役に就任。
  - 6月28日：7月期大幅改編と同時に「1242.com」をリニューアル。
  - 10月4日：1年間をかけて行う、ステーションキャンペーン「人生を豊かに! ニッポンをもっと楽しもう計画」始動。毎月テーマを設けて、各ワイド番組[注釈 19]がテーマと番組カラーに特化した話題を届けていく（2011年3月11日発生の東日本大震災のため、キャンペーン展開を打ち切られた。以降、LF+R以上に関係者の間では語られなくなった）。
    - 2010年10月：旅に行こう（キャンペーンパーソナリティ 茂木健一郎）
    - 2010年11月：映画を観よう（キャンペーンパーソナリティ テリー伊藤）
    - 2010年12月：音楽ダイスキ!!（キャンペーンパーソナリティ 小倉智昭）
    - 2011年1月：ケータイ・ネットを楽しもう!（キャンペーンパーソナリティ 大宮エリー）
    - 2011年2月：走ろー! 歩こー!（キャンペーンパーソナリティ 高橋尚子）
    - 2011年3月：お酒のある人生（キャンペーンパーソナリティ 田崎真也）[注釈 20]

  - 12月1日 - 他の在京ラジオ6局と同時に、インターネットのIPサイマル放送「radiko」の正式配信を開始。同時に、それまでの南関東-1都3県から、サービスエリアを、群馬県・栃木県・茨城県を含む、関東地方全域-1都6県に拡大[57][58]。
- 2011年（平成23年）
  - 1月1日：CS放送専門チャンネルゴルフネットワーク『ジャンボ尾崎世界ゴルフ殿堂入り記念特番 新世紀ゴルフ伝説 ジャンボ尾崎と若武者の挑戦』（1月2日夜放送分）の50分編集版特別番組「新世紀ゴルフ伝説 ジャンボと若武者の挑戦』[59]がニッポン放送をキー局にNRN系列で放送（ニッポン放送では同日19:00 - 19:50に放送）。パーソナリティは師岡正雄。
  - 2月28日：mobageにて『オールナイトニッポンを作ろう!』をリリースし、ゲーム事業に参入[60]。
    - 本作と『美少女競泳メドレーバトル』の2タイトルをリリースしたが、2013年までに全てサービスを終了した[61]。

  - 3月11日：『上柳昌彦・山瀬まみ ごごばん!フライデースペシャル』放送中の午後2時46分、東日本大震災（東北地方太平洋沖地震）発生。「災害特別放送」に移行[注釈 21]、終日震災関連の情報を提供（ニッポン放送番組一覧#実際の運用例を参照）。
    - これ以降、各アナウンサー持ち回りで担当する「防災ひとくちメモ」をスポット枠で流している。その他、防災への取り組みは ニッポン放送 防災ナビ に掲載されている。
      - 同時に夏場は「暑さ対策ワンポイント」をスポット枠で流す。こちらは飯田アナウンサーと新保アナウンサーのものが流れる。

    - 東北放送を通じて携帯ラジオ1,000台を被災者に配布。

  - 3月29日：この日行われた「東北地方太平洋沖地震復興支援チャリティーマッチ がんばろうニッポン!SAMURAI BLUE（日本代表） vs Jリーグ選抜 TEAM AS ONE」（19:00 - 21:50）の生中継を19:20以降、宮城県のコミュニティFMである仙台シティエフエム RADIO3（仙台市青葉区）とエフエムたいはく（仙台市太白区）へ向けてネットされた。在阪NRN加盟局がいずれも放送しなかったため、独立局のラジオ関西へもネットされた。実況は煙山光紀アナウンサー。
  - 3月31日：地上デジタル音声放送実用化試験放送終了に伴い、95チャンネル「D-JOLF」、9501チャンネル「Suono Dolce」・9502チャンネル「ニッポン放送DIGITAL」閉局。
  - 4月9日：13時から24時間、福山雅治をメインパーソナリティに「ラジオ・チャリティー・ミュージックソン スペシャル 『I'm with U キミと、24時間ラジオ』」を生放送。『ミュージックソン』の特別版は今回が初。今回は普段と異なり、深夜早朝に問わず全国の放送局が任意の時間に番組をネットできる体制をとり、企画ネットで放送されない地域でもニッポン放送の番組が入中される。
  - 6月22日 - 8月31日にかけて自主的にライトダウンの呼びかけを行う「昼も。夜も。節電ライトダウン2011」に参加。
  - 8月1日
    - ニュース、交通情報のジングルを変更（中塚武作曲）し、当日の『高嶋ひでたけのあさラジ!』より使用を開始した。
    - 26日までの間、「Summer Time HAPPY HOUR 編成」と題して期間限定で2本番組を放送。月 - 金曜朝の起点を30分繰り上げて4:30 - 5:00に『新保友映のもうすぐ あさラジ!」を編成。夕方は、22日からの1週間はスペシャルウィークとの連動で16:00 - 17:40に『ごごばん!スペシャル ザ･ニュースショー〜そこまで言うか!〜』を編成する。後者についてはその後も聴取率調査週間に編成され、のちに『ザ・ボイス そこまで言うか!』として編成される。
- 2012年（平成24年）
  - 2月20日 - 26日：ニッポン放送スペシャルウィーク。この週はシンガーソングライターの松任谷由実が、〝春よ来い! 元気をリリースニッポン放送〟をキーワードに特別編成局長を務める。著名人が特別編成局長に就任するのは開局以来初。松任谷は期間中、「上柳昌彦 ごごばん!」に生出演、「笑福亭鶴瓶 日曜日のそれ」に出演、その他各番組にコメント出演、飛び入り出演した[62]。
  - 5月22日：東京スカイツリー開業記念の特別番組を、J-WAVEと合同で企画、サイマル放送で放送。ニッポン放送は垣花正、吉田尚記、東貴博が、J-WAVEは宮本絢子、杉山ハリー、DJ TARO、Saschaが担当。
  - 6月27日 - 元ニッポン放送アナウンサーでフジテレビクリエイティブ事業部所属の「つかちゃん」こと塚越孝が同社のトイレの個室で自殺を図り、死亡。57歳没。
- 2013年（平成25年）
  - 2月22日：オールナイトニッポンが放送45周年を迎えるに当たり、24日まで「たけし みゆき 千春も登場! 伝説のパーソナリティが今を語る オールナイトニッポン45時間スペシャル」を、各番組連動で文字通り45時間にわたって放送。聴取率調査週間。
  - 3月12日：記者会見でデジタルラジオへの参入を見合わせ、AM、FMによる同時放送を検討していると発表[63]。
  - 6月26日：2014年7月15日に開局60周年を迎えることを記念して2013年10月 - 2014年12月まで「開局60周年キャンペーン」を展開することが発表された。キャッチフレーズは「NEXT STAGE with U」である[64]。
- 2014年（平成26年）
  - 1月11日：FMヨコハマとのコラボレート番組『ニッポン放送×FMヨコハマ Discover ヨコハマ 2014』を放送（13:00-14:55。FMヨコハマでは15:55まで）。みなとみらいクイーンズスクエアからの公開生放送で、特設ステージ担当は煙山光紀と栗原治久、中継レポーターは東島衣里と穂積ユタカが務めた。
  - 7月15日：開局60周年を記念した特別番組『ニッポン放送開局60周年記念 ラジオで聴いた「忘れられぬミュージック」』を放送。
  - 9月3日：総務省よりFM補完中継局の予備免許を付与される。周波数93.0MHz、出力7kW[29][30][31]。
- 2015年（平成27年）
  - 9月28日：レギュラー番組としては32年ぶりとなるラジオドラマ「らじどらッ!〜夜のドラマハウス〜」を「今夜もオトパラ!」内で放送開始[65]。
  - 10月5日：FM補完放送の試験電波発射開始[33][66]。
  - 12月7日：東京スカイツリーの墨田FM補完中継局「HappyFM93」より、FMによるサイマル放送開始[33][34]。これを記念して8時 - 20時50分に「ニッポン放送 HAPPY FM93 『開局特別番組〜ワイドFMはじめます!』」[注釈 22]を、内包する形で13時 - 15時30分に在京3局合同記念特番「FMでもキキマス!ゴールデンたまむすび」[67]をそれぞれ放送。
- 2016年（平成28年）
  - 4月14日：熊本地震発生に伴い、熊本放送を通じて被災者に携帯ラジオ500台を配布（5年ぶり2回目）。
  - 6月23日：元営業局長で専務取締役の岩崎正幸が社長に就任。村山創太郎社長が相談役に就任。
  - 7月20日：吉田尚記の発案による無指向性&Bluetoothスピーカー機能内蔵ラジオ受信機「Hint（ヒント）」をCerevo、グッドスマイルカンパニーと共同開発し、クラウドファンディングで支援募集すると発表[68]。
  - ラジオリビング放送開始40周年を迎える。
- 2017年（平成29年）10月2日：深夜放送『オールナイトニッポン』放送開始50周年。
- 2018年（平成30年）
  - 1月26日：インターネットラジオ局「Suono Dolce」が閉局した。
  - 7月11日：平成30年7月豪雨に伴い、山陽放送を通じて被災者に携帯ラジオ200台を配布（2年ぶり3回目）。
  - 12月31日：BS日テレ・フジテレビNEXT・AbemaTVなどのメディアと共同で、「NHK紅白歌合戦」と同時間帯に「ももいろ歌合戦」を生放送。
- 2019年（平成31年/令和元年）
  - 5月6日、N民キャンペーン101局番組『今日は一日民放ラジオ番組三昧〜＃このラジオがヤバい』制作
  - 6月21日：新社長に常務取締役を務めていた檜原（ひわら）麻希が就任。同局史上初となる女性社長が誕生した[3]。
  - 7月1日：営業局をコンテンツビジネス局、編成局をコンテンツプランニング局に改称
  - 7月15日：開局65周年を記念した特別番組『ニッポン放送開局記念スペシャル おかげさまで65周年“あなたとROOK&GO!”』を放送（5:00 - 21:50）。
  - 9月10日：『垣花正 あなたとハッピー!』放送中の8時31分ごろ、木更津送信所からの送信が不可能となり35秒の停波が発生。足立送信所に切り換えて1kWの減力放送で送信を再開・継続する（ワイドFMとradikoは通常のまま聴取可）。前日9日の令和元年房総半島台風（台風15号）の影響で同日3時23分から木更津市内が停電となり、木更津送信所も東京電力からの電力供給が行えなくなったことから非常用発電機に切り換えて送信を継続していたが、発電機が故障したことから電力供給ができず、結果送信も不可能となった[69][70]。『オールナイトニッポンMUSIC10』放送中の22時25分、非常用発電による自家発電で木更津送信所から通常通りの100kWの放送に戻った、12日午前に東京電力からの木更津送信所への電力配給が再開[71]、自家発電からの切り替えは12日14時03分ごろ『DAYS』放送中に行われた。
  - 9月11日：日本大学芸術学部と「連携・協力に関する基本協定」を締結。

### 2020年代
- 2020年（令和2年）
  - 4月13日：SDCメディア・コンパクトへの加盟に合意[72]。
  - 10月28日：神奈川県と神奈川FMネットワーク加盟社と「災害時における相互協力に関する協定」を締結[73]。
- 2021年（令和3年）
  - 1月28日：フジ・メディア・ホールディングスの放送媒体企業である、フジテレビとBSフジの3社合同プロジェクト「楽しくアクション!SDGs」プロジェクトを立上げ[74]、同局で放送している『オールナイトニッポン0(ZERO)』の月曜のパーソナリティを担当している、ファーストサマーウイカをオフィシャルアンバサダーを起用し[75][76]、国際女性デーに縦断編成として『1day SDGsステーション』とウイカがパーソナリティを務める特別番組を編成。
  - 3月10日：千葉県と株式会社ベイエフエムとの「災害時等における相互協力に関する協定」を締結[77]。
- 2022年（令和4年）10月19日：埼玉県と株式会社エフエムナックファイブとの「災害時等における相互協力に関する協定」を締結[78]。
- 2024年（令和6年）3月31日：この日の放送終了を以てAMステレオ放送とベリカードの発行を終了する[20]。

## 設備

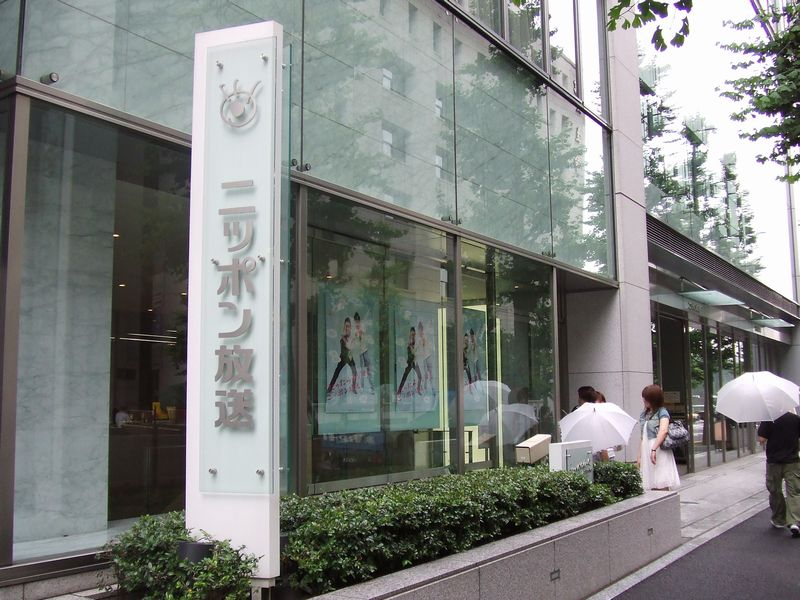
ニッポン放送 有楽町本社 正面玄関付近（2006年撮影）

### 糖業会館・ニッポン放送本社ビル
- 所在地：東京都千代田区有楽町1丁目9番3号 糖業会館・ニッポン放送本社ビル内
- 2004年4月竣工、設計：三菱地所設計、施工：大成建設・鹿島建設・東急建設共同企業体、敷地面積：1,314.93㎡、延床面積：12,419.86㎡、階数：地上9階・地下4階・塔屋1階 塔屋には「情報発信拠点」の象徴として、モノポールアンテナ（英語版）を模したステンレス製の避雷針が2本立てられている[79]。
- 建て替え前の「糖業会館ビル」は社団法人糖業協会が所有しており、第2次世界大戦前の1939年に建てられた建物で、1954年のニッポン放送開局に伴い増築を施して入居していた[80][81]。現在の「糖業会館・ニッポン放送本社ビル」は、糖業協会・ニッポン放送の共同所有となっており、エレベーター（東芝エレベータ製[82]）も別入口となっている。
- 新型コロナウイルス感染症対応策

新型コロナウイルス感染拡大に伴い、2020年2月18日の時点で同局社長である檜原が本部長として対策本部を立ち上げ、業界に先駆けて同年3月に4階の生放送スタジオブース内の飛沫防止のアクリル板設置、4月11日の緊急事態宣言以降には、高い殺菌効果を持つ紫外線（UV-Cランプ）を装着した紫外線照射殺菌装置“エアロシールド”を生放送スタジオに設置。また、同年5月25日に緊急事態宣言解除以後の同月一杯、原則収録スタジオ含め、ブースとサブとの間のドアを全面開放し、ブース内に番組進行を務める最低限のパーソナリティやアナウンサーのみの入室に留め、4階生放送スタジオフロアの客用エレベータの非停止による入室厳格化等、独自色を出した対策を施している。また、生放送スタジオブースの換気を鑑みて、同年9月14日に低濃度オゾン発生器を設置した。
2020年10月時点でも、生放送ブース入室人数など緩和された部分は番組公式SNSアカウントの投稿から確認出来るが、客用エレベーターの4階非停止や1DAYの入構証で同局に来訪する取引先含めた外部の人間の出入りについては、厳しく制限している状態である。
その為、緊急事態宣言時に4階の生放送フロアの打合せスペースをサブスタジオに改修し、また同局の別番組では9階の「会議室 3」を擬似リモートスタジオとして使用していた。解除後もそのまま打合せスペースに戻さずに居た事を演者からも指摘されていたが、2回目の緊急事態宣言後にサブスタジオの使用を再開した。これらの対策は東京都で蔓延防止等重点措置が適用された段階で別室出演などの措置を講ずる。また、出演者が多い番組やゲストを伴う場合はイマジンスタジオでアクリル板や距離をとったうえで放送に臨む態勢をとることがある。
番組によっては、東京と大阪を拠点を活動する芸能人・著名人を、大阪市北区梅田のブリーゼタワーに入居する関西支社の会議室から専用回線やビデオ会議ツール（ZoomやSkype）を介して生中継や収録に出演させている。また、報道スポーツコンテンツルーム所属の報道記者及びニュースデスクは原則、生ワイド番組では基本的にはスタジオ入りして行うが、緊急事態宣言発出中はスタジオ内の密を避ける観点から4階報道部居室の簡易マイクから読み上げを行う。

2023年5月8日の感染症法上分類が5類に移行した段階で、緩やかに変更しつつあり、アクリル板の設置は番組判断、スタジオ内試食の解禁などを行っている。

### フロア
- 地下4階 - レコード室（レコード盤、8cmCD、効果音用小道具等が保管されている）[93]
- 地下3階 - （糖業協会）
- 地下2階
  - imagineSTUDIO[94] - 第1スタジオ。大型多目的公開スタジオである。ジョン・レノンの楽曲「イマジン」に由来。壁面ガラスにジョン・レノンのサインが刻まれたプレートが埋め込まれている。公開番組や『ラジオ・チャリティー・ミュージックソン』、ニッポン放送主催イベントで使われる。かつての「ラジオハウス銀河」の系譜を受け継ぐもの。
  - 倉庫[95]
- 地下1階 - （ニユートーキヨー 綴 TSUZURI[注釈 26]）
- 1階 - 受付・車両室（車庫）・防災センター・応接室※受付が付設されている正面玄関[96]と、3台駐車可能な平置きと機械式駐車場[97]が設置されているペニンシュラホテル側の通用口[98][99][100]と2つ設置されている。
- 2・3階 - （糖業協会）
- 4階 - 旧社屋の第6スタジオ（通称:ブルースカイスタジオ）と第7スタジオ（通称:レッドスカイスタジオ）[注釈 27]を継承した第2スタジオと第3スタジオを交互で使用しており、各スタジオに使用スケジュールが貼り出されている[101]。エレベーターロビーに提供スポンサー企業のサンプル商品が鎮座する冷蔵庫やスタッフが居る場合がある[102][103][104][105]。
放送センター、技術局フロア
  - 報道部[106] - 第3スタジオ隣に所在[104]、報道部の隅に緊急アナウンス用のマイク[107]とアンプが設置されている。
  - スポーツ部[108][109] - 第2スタジオ隣に所在[110]。
  - 放送技術部[108]
  - デジタル技術推進室
  - マスター（東芝 社会インフラシステム社製） - マスター専用の放送ブース・手動送出卓がある。
  - CDルーム[108]
  - [111]
  - 第2スタジオ[112][113] - 生放送用スタジオ。スタジオの窓からはザ・ペニンシュラ東京や日比谷公園が見える。
  - 第3スタジオ[114] - 生放送用スタジオ。スタジオの窓からDNタワー21が見える。再移転後しばらくは通称レトロスタジオとして、昭和30年代をイメージした家具や雑貨が置かれていたが、2006年に撤去。
  - オレンジブース - ワイド番組から独立した定時ニュース（一部ワイド番組内でも対応）、録音番組中のニュース[115]などを伝えるアナウンスブース[116]。専用の副調整室はなく、主調整室の手動送出卓もしくは生放送中の副調整室から駆動する[117]。
  - テレフォンセンター[注釈 28][118]
- 5階 - 営業局、CP局
2019年7月から各社員のデスクがフリーアドレス制となり、居室も改装された
  - 営業部（1、2、促進部、CMセンター）
  - ネットワーク部
  - 編成部 -  ペニンシュラホテル側に所在[119]。
  - 編成業務部
  - 広報室
  - アナウンサールーム - ペニンシュラホテル側に所在[120][121]
  - ベランダ[122] - ペニンシュラホテル側に設置。気象情報の中継や同社が出版している「女性アナウンサーカレンダー」ロケ[123]の際に使用する場合がある。
  - 編集機[124]
- 6階 - 準放送フロア
2019年7月から各社員のデスクがフリーアドレス制となり、居室も改装された。
エンターテイメント開発局、ビジネス開発センター※サウンドマン合併、新会社設立前は分室が存在していた。
  - エンターテイメント開発部
  - ネクストビジネス戦略部
  - デジタルソリューション部
  - マルチコンテンツ営業部
  - 第4 - 7スタジオ - 録音番組の収録用として設計・運用されているが、生放送も可能で、『オールナイトニッポンX』はこのフロアから生放送している。このうち第4スタジオでは2021年3月まで裏送りの生放送番組『中村こずえのSUNDAY HAPPY MAP』を送出していた。また、特別編成で4階のスタジオが利用できない場合、一部の生放送番組をこれらのスタジオから送出することもある[注釈 29][125]
  - Nブース - NRN専用スタジオ[126][127]。番組収録に使用。
  - MA室
  - 編集室[128]
  - ワーキングルーム
  - 喫茶室（6CAFE、ロッカフェ）[129][130] - 旧本社に所在していた、3ロビ[注釈 30]喫茶に替わる、社屋内カフェでフジランドが運営。2021年3月15日をもって閉店し現在は自動販売機が置かれたフリースペースとなっている[131]。
- 7階
管理部門フロア
  - 総務部（人事・総務）
  - コンプライアンス推進室
  - 経理部[132]
  - 応接室
  - 医務室[133]
  - 郵便室[134]
  - 株式会社ミックスゾーン[注釈 31]
- 8階
  - 役員室
  - 秘書室
- 9階 - 会議室、NRN事務局
  - 1 - 5会議室[注釈 32]
  - Studio Dolce[注釈 33]
  - プロジェクトルーム1、2
  - 屋上ベランダ - 一部番組の中継[140]のほか、ここにニッポン放送の寒暖計と湿度計の観測ポイントがあり、各スタジオにデジタル表示され、番組内で「ニッポン放送屋上の温度計」として紹介される。配置される場所の関係からか北の丸公園に設置されたアメダスの観測ポイントでの数値とは誤差が出る。これを鑑みて上柳昌彦は両方の気温や湿度を読み上げる。

## サテライトスタジオ
ニッポン放送は1960年代 前半、テレビに押され気味だったラジオの媒体価値を高めるべく、ラジオがより身近な存在である事をアピール。局舎以外に公開スタジオを設置する事となり、これをサテライトスタジオ（通称・サテスタ）と呼んだ。このサテスタ作戦は成功し、文化放送は追従したが、TBSラジオは街頭中継に力を入れた（=ラジオカーの増強）ため、追従はしなかった。

### 過去に設置されたニッポン放送のサテライトスタジオ所在地
- 新宿（小田急百貨店2階。現在は三菱UFJ銀行の一部 1962年 - 不明）
- 新宿（伊勢丹内）
- 雷門サテライトスタジオ（浅草 常盤堂雷おこし本舗本店1階 現在は店舗の一部）
- 秋葉原（シントクエコー[注釈 34]）1階。跡地は建物の守衛室に流用されている 1970年 以降 - 1993年 以前）
- 池袋（西武百貨店2階。現在は百貨店のディスプレイ）
- 銀座（三愛ドリームセンター内）
- 西銀座サテライトスタジオ（西銀座デパート1階 現在は隣接していた宝くじチャンスセンターが増床。サテライトスタジオのさきがけ）
- 有楽町Radio Town（有楽町 読売会館 2階南側（ビックカメラ有楽町店内） 現在はビックカメラ有楽町店の一部 2001年6月 - 2004年3月）

## 中継車
4年毎に車両更新され、ラジオカーの最大出力は50W。中継は、霞が関ビルディング・筑波山・双子山に設置された基地局に送られ、そこから専用回線を使って本社に送られる。2018年時点の車両には、車体正面と側面にニッポン放送のロゴとフジサンケイグループの目ん玉マークが描かれている。また、FMカーの側面にはワイドFMのコールサインである「FM93」のロゴが描かれている。ロゴナンバープレートは希望番号制度導入以降、全車AM放送周波数の「12-42」にて登録されている。

### 歴史

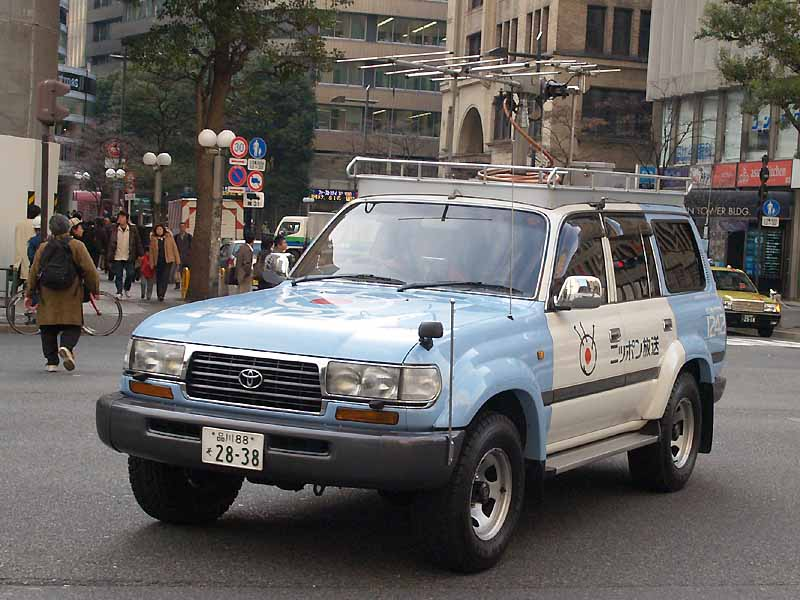
旧ラジオカー（車種：トヨタ・ランドクルーザー80）

1959年（昭和34年）12月12日に交通情報番組「ハイウエーニュース」を放送開始し、1961年3月27日に主要13交差点の混雑状況を報じる「交通ニュース」（1日4回放送）も放送開始。「交通ニュース」ではアメリカのラジオ局にならい「ニッポン放送ヘリ情報」と題してヘリコプターから交通情報や報道を行っていたが、日本道路交通情報センターが設置されたためヘリコプターを廃止。その後1970年（昭和45年）3月2日に街角からのリポート・報道中継を目的として、中波民放ラジオ局としては初めてラジオカーを導入。その後、各局が追随した。当初は2台（セダン型の車両を使用 愛称：ニッポン1号・ニッポン2号 塗装は、緑と白の塗り分け）で、JAFのロードサービス隊員が乗車していた。

### ラジオカー
- 1号車 トヨタ・アルファード[143]
- 2号車 スズキ・ランディ[144][145]
- 3号車 スズキ・エスクード[143]

### FMカー
ラジオカーの電波が受信基地に届かない場合に、ラジオカーの電波を受信基地まで2段中継するために使われる。他の車に比べ出力の大きい送信機を搭載。
- トヨタ・ハイエース
- 日産・キャラバン[143]

### その他

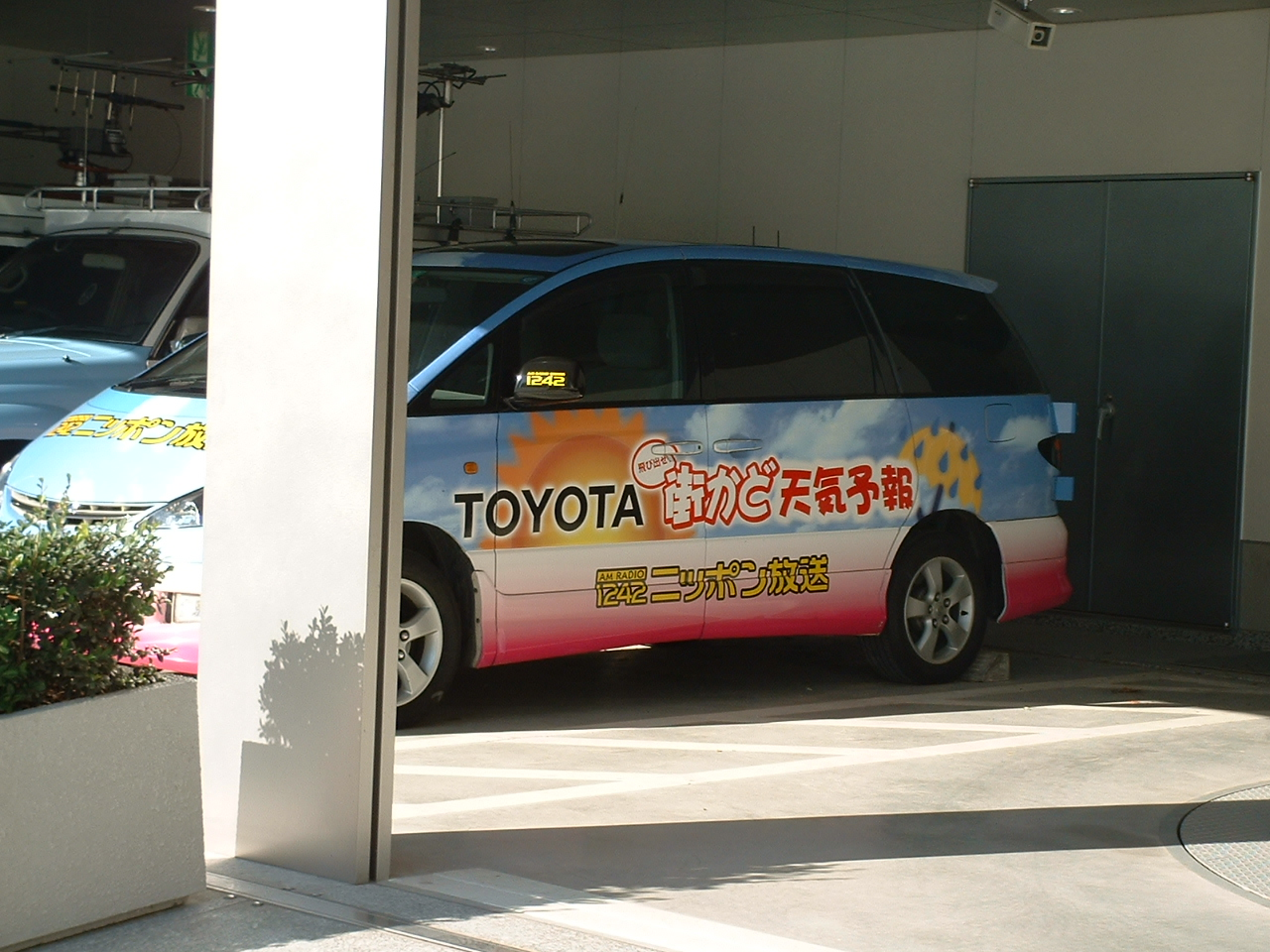
旧ウェザーカー（車種：トヨタ・エスティマ）

- ウェザーカー - 車体側面に青空をモチーフにした絵と番組名が塗装され、代々トヨタ自動車のトヨタ・エスティマが使用されていた。2台所有。TOYOTA ハッピータウンサーキット専用。1999年（平成11年）に前身番組の「TOYOTA 飛び出せ街かど天気予報」の放送開始に伴い導入。車両は番組の単独スポンサーであるトヨタ自動車より提供されたもの。番組終了に伴い運用終了。
- マイクロバス - 別途機材を積んでラジオカーとして使用することがあり、『ニッポン放送社屋移転特別番組 有楽町から台場へ 1242人夢のマイクリレー』等で使用されている。トヨタ・コースターを使用。

## 時報
時報音は「ピポ、ピポ、ピポ、ポーン」と鳩時計を模した特徴的な音を使用しており、ステレオ音声（AMステレオ放送・ワイドFMなど）では、「ピ」（正弦波660Hz）は左チャンネル、「ポ」（正弦波550Hz）は右チャンネル音量をやや大きくしている。radikoでは、時報は別の効果音に差し替えられている。時報CMが無い場合はスポットCMから時報につながるが、1990年代までは時報前にアナウンサーによる次の番組案内と「○時をお知らせします」という時刻のアナウンスがあった。

## ID
開局当時から、コミュニティ放送を除く民間放送では唯一、君が代が演奏されている。1998年（平成10年）3月までは毎日の放送開始=24時間放送に移行後は1日の起点時間に毎日演奏されていたが、同年4月以後は月曜日と土曜日の早朝の開始（起点）時間に演奏されるのみとなり、火 - 金曜日と日曜日の早朝のジャンクションは、Frank Millsの「街角のカフェ（from a sidewalk cafe）」の演奏と共にアナウンスが行われていた。2015年12月現在、基本的にIDの放送は日曜の早朝と月曜の早朝のみとなった。
【日曜の早朝】 4:59.40に『オールナイトニッポン0 (ZERO)』のCM枠内で、「有楽町レコメンド」のあとに増山さやかと飯田浩司によるものが週替わりで流されて次番組へつなぐ。起点である5:00のところは以前は前番組から1分間のステブレを挟んだが、現在は時報を挟んだステブレレスである。
【月曜の早朝】 以下の通り、試験放送後に増山さやかによるコールサインチェック、那須恵理子による緊急警報放送試験信号の発信、5:00の時報となって、『上柳昌彦 あさぼらけ』へつなぐ。終夜特別編成になる場合はコールサインチェック・緊急警報放送試験信号は放送されない。かつては火曜 - 土曜の早朝も緊急警報放送試験信号を省略した以外はこの内容だった。
【火曜 - 土曜の早朝】 火曜 - 金曜は4時30分、土曜は5時00分が起点である。月曜日から金曜日は『オールナイトニッポン0(ZERO)』からステブレレスで朝一番の番組へつなぐ。土曜は従来通り番宣CM（だいたいが土曜午前中のワイド番組の予告で、その前後をジングルで挟む）でつなぐ。
終了時は増山さやか（2000年代 - ）のアナウンス。アナウンスに関してはワイドFM開始時に墨田放送局が追加されたのを除けば変更はなされていない。文面の後半が、「…これから暫くの間お休みさせて頂き、午前5時から再び放送を開始致します」となっている。昭和天皇の病状が悪化していた1988年冬頃は、「なお、天皇陛下のご病状に関する新しいニュースは入り次第お伝えいたします」という内容のアナウンスが追加されていた。
そのあとClaude Ciari演奏による「朝もやの渚（Sleepy Shores）」が流れるが、長さはまちまちで数小節でフェードアウトする場合もあれば、そうでない場合もあるがフルサイズで流されることはまれ。また、これを流さず即停波の場合もある。1980年代から1990年代には、このあとに朝の局名告知で使用されるFrank Millsの「街角のカフェ（from a sidewalk cafe）」が、続いて1分15秒ほど流れていた。
一日中放送内でCM明けにコールサインが放送され、1時間ごとに、IDコールが行われる（無線局運用規則第138条第2項の毎時最低1回の局名告知義務に基づくもの）。広告入りの物もある。
月曜日の早朝はメンテナンスが実施されて放送開始時刻の15分前から試験放送が行われる。2008年度（平成20年度）から試験放送中はエンヤの「Amarantine」「It's In The Rain」「Long Long Journey」がそれぞれ順に演奏される。試験電波発射中は2016年3月28日から東島衣里がアナウンスする。
2013年12月23日の木更津送信所からの試験放送は、エンヤの代わりにクリスマスソングを演奏して通常と異なるアナウンサーが担当し、オープニングのコールサイン以降は那須恵理子がアナウンスした。
足立予備送信所からの試験放送も同様だが、木更津での試験電波のセットリストの「Amarantine」「It's In The Rain」「Long Long Journey」のパターンとは別となっており、エンヤの別の曲が用いられたり、別のアーティストが使われたり、放送が年によって異なる（この際は通常「周波数、1242kHz。出力、100kWで、ただ今試験電波を…」のアナウンスが「周波数、1242kHz。出力、1kWで、ただ今試験電波を…」に変わる）。
これらの試験電波の他にも、概ね2:00 - 4:30の間でテストトーンや試験放送の音楽を一定時間流す場合もある。この試験電波は通常は同時に流されるが、AM1242のみ、FM93のみの場合もあるほか、アナウンスも他のニッポン放送アナウンサーが行う場合がある（2023年現在は前島花音など）。また、国政選挙直後であったり、台風などの有事で随時情報を届ける必要があると判断された場合、クロージングをカットして試験放送開始時刻まで別の音楽を流し、情報が入り次第伝える。休止時間中であっても停波を伴わない限りは無変調で電波を送出する。そのため、時報が定刻通り流れるほか、災害情報などがあった場合はニュースデスク（2023年現在は渡辺一宏）による速報が入ることがある。
FM補完放送開始後もオープニング、クロージングで使用している曲は変更がない。「周波数、1242kHz。出力、100kW、墨田放送局、周波数、93.0MHz、出力、7kWで…」とFM補完放送の部分が追加されているが、AMの木更津送信所の名称は触れていない。緊急警報システムの試験信号放送は以前は日曜深夜の放送休止のアナウンスが入る前に行なわれていた。
1999年（平成11年）7月から2001年3月にかけて、学研が終了時の枠を買い取り、突如終了時にノイズが入り（終わったかのように思わせて）、オカルト怪談のラジオドラマを約10分近く放送していた。本編のあとには雑誌ムーの宣伝という構成であった。当時のタイムテーブルには「日曜の夜に何かがおこる」とあり、番組名は記されていなかった。一方、新聞の番組欄では「1:28 ムー」記載がとあった。当然ではあるがそのあとに本当のクロージングは放送している。内容としては、通常のクロージングのように「JOLF JOLF お聴きの放送は皆さまのニッポン放送です」（ただし担当は別人）と入れたのちに「朝もや」を流すが唐突にホラー音楽が流れ、先程のコメントに不気味なエフェクトをかけて怪談のラジオドラマを流していた。
ニッポン放送で流される局名告知の短いIDは、後述のキャッチフレーズを使用したジングルと、アナウンサーが読み上げるものが存在する。2015年12月6日までは以下の通りで、那須・山本・新保友映・飯田浩司によるものが流されていた。
- JOLF、 お聴きの放送はニッポン放送、周波数は1242kHzです。
- JOLF、 お聴きのラジオは、1242、ニッポン放送です。
- お聴きの放送はAM1242、ニッポン放送です。
  - 有楽町旧社屋時代は、これらに加えて「JOLF、ラジオはダイヤル1242、ニッポン放送です」というパターンもあった（「（ラジオは）ダイヤル1242」は広告のコピーにも使用）。
- 「暑中お見舞い申し上げます、ニッポン放送」 - 梅雨明け後から。増山

2015年12月7日からは以下を、増山・飯田によるもので流し、2022年頃から東島衣里のものも追加されている。
- JOLF、FM93・AM1242、 ニッポン放送です。

## アナウンサー
アナウンサーの所属は、生活情報・音楽・バラエティなどが中心の制作部と、スポーツ専門のスポーツ部に分かれていたが、2011年6月に編成局アナウンサー室に集約されたのち、2012年7月1日付の組織変更により「編成局制作部アナウンサールーム」となったが、2018年4月時点で「制作部」が廃止された事で、再び「編成局アナウンス室」に改組され、2019年7月1日付で編成局から「コンテンツプランニング（CP）局」に改組された。また、2020年7月1日付で報道部とスポーツ部が合併し、「報道スポーツコンテンツセンター」となり、競合他局と同様の組織に改組された。
2015年入社以降のアナウンサーの所属は子会社であるミックスゾーンとなっているが、採用作業はニッポン放送の側で行っている。ニュース専門の報道部はアナウンサーでは無く報道部デスクと呼称され、所属は報道部で記者という扱いのためプロフィールも公開されていない。契約アナウンサーは、報道部の宿直勤務を中心に局アナ業務のフォローを担っている。各番組に出演する際は「ニッポン放送の○○です」と呼称している。

### 情報・バラエティ番組担当
男性
- 吉田尚記（1999年入社） - ビジネス開発センター局ネクストビジネス戦略部吉田ルーム担当副部長
- 飯田浩司（2004年入社） - CP局アナウンス室担当副部長
- 内田雄基（2020年入社）

女性
- 増山さやか（1989年入社） - CP局アナウンス室室長
- 箱崎みどり（2011年入社）
- 東島衣里（2013年入社）
- 新行市佳（2015年入社）
- 熊谷実帆（2019年入社）
- 前島花音（2019年入社）

### スポーツ中継担当
- 煙山光紀（ラジオたんぱ → 1993年10月、テレビ北海道より移籍） - 元CP局スポーツ部アナウンス室副部長、嘱託
- 山内宏明（1992年入社） - 主任、CP局報道部兼任
- 洗川雄司（2001年入社） - 主任
- 大泉健斗（2017年6月入社）※一般企業から第2新卒にて入社
- 小林玄葵（2024年6月、信越放送より移籍）

### 報道部記者
主に本社編成局所属であるが、関西支社所属の営業社員が記者扱いで取材する場合がある
- 上村貢聖（嘱託、解説委員、元アナウンサー、元プロデューサー、元報道部部長、元アナウンス部室長）
- 山本剛士（嘱託、ラジオ日本より移籍、元アナウンス部室長、元報道部担当副部長）
- 森田耕次（嘱託、解説委員、1991年、TOKYO FMより移籍、元報道部部長。『ショウアップナイタープレイボール』や系列局からの委託による野球中継のベンチリポーターなどでアナウンサーとしても活動）
- 畑中秀哉（報道部副部長、元アナウンサー）
- 遠藤竜也（報道部副部長、元ディレクター）
- 宮崎裕子（2019年7月人事にて、編成部主任から復帰）
- 藤原高峰（2020年7月人事にて営業1部から復帰、営業局営業2部横浜支社、関西支社）
- 後藤誠一郎（2024年人事にて復帰）

### 契約アナウンサー
同社OB・OGの那須、師岡、松本、垣花および子会社兼任所属のひろたはニッポン放送の公式Webサイトにプロフィールがあり、肩書きも同社所属が付与される。
- 宮田統樹（1964年 - 2001年在籍、以降オフィスカノン→フリー） - CP局スポーツ部所属
- 胡口和雄（1972年 - 2008年在籍、以降ミックスゾーン→MAXキャスティング） - CP局スポーツ部所属
- 山田透（RFラジオ日本から移籍、1983年 - 1996年在籍、以降キャスト・プラス→TBSスパークル） - CP局スポーツ部所属
- 那須恵理子（1974年 - 2016年在籍、以降フリー） - CP局所属
- 師岡正雄（九州朝日放送より移籍、1993年3月 - 2018年1月在籍、以降ボイスワークス） - CP局スポーツ部所属
- 松本秀夫（1985年 - 2017年3月在籍、以降株式会社チェンジアップ） - CP局スポーツ部所属
- ひろたみゆ紀（元エフエム栃木、2016年10月入社、ミックスゾーンとの兼任）
- 垣花正（1994年 - 2019年3月31日在籍、以降ホリプロ） - CP局所属
- 淵澤由樹（元富山テレビ放送→ホリプロ） - CP局報道部所属
- 柿崎元子（元青森放送、テレビ東京、ブルームバーグ→オフィスサッキー） - CP局報道部所属※2018年8月1日付から
- 渡辺一宏（元北日本放送→シー・フォルダ） - CP局報道部所属
- 清水久嗣（元TOKYO FM→東京フイルム・メート→フジ・メディア・テクノロジー） - CP局スポーツ部所属
- 山部朱里[152]（元群馬テレビ、フリー） - CP局報道部所属
- 佐藤哲也（元西日本放送→ラジオ福島→フリー） - CP局報道部所属※2022年5月1日付から
- 川井淳史（元宮崎放送→和歌山放送→ジョイスタッフ） - CP局報道部所属※2024年6月1日付から

### 支局アナウンサー
すべてフリーアナウンサー。交通情報（昼・夕方 2010年3月より各県警からの交通情報を休止）や、地域情報番組「ハロー埼玉」（2008年度から休止）・「ハロー千葉」・「ハロー神奈川」を担当。東京都内の交通情報は日本道路交通情報センターが担当かつては静岡支局も存在していたが、営業拠点であり地域情報や交通情報の枠はなく、1990年代に神奈川支局に統合し、閉鎖されている。

#### 千葉支局
現在
- 加藤真理子
- 平塚アミ（元NACK5アナウンサー） - 2010年3月 - 2011年12月
- 織田亮子[154]（メディア・スタッフ所属、元札幌テレビ放送アナウンサー） - 2010年11月 - 2011年12月

過去
- はやしまりい（月・火 不明-2010年3月）- 2009年以降は交通情報のみの担当となる
- 屋木綾伊子（水-金 不明-2010年3月） - 2009年以降は交通情報のみの担当となる
- 松井華織（2009年1月 - 不明、『ハロー千葉』のみ担当）

#### 横浜支局
現在
- 久米千絵（月、火曜） - 2010年4月 -
- 田中久恵（水 - 金曜）

過去
- 三宅和美 - 不明 - 2008年

#### 東日本支局
通称、埼玉支局。埼玉県内を担当。2012年頃に支局が閉鎖された模様。
- 過去
  - 酒井美穂（月、火曜） - 不明 - 2010年3月
  - 久米千絵（水 - 金曜日） - 不明 - 2010年3月

### バーチャルアナウンサー
- 一翔剣 - ビジネス開発センターネクストビジネス戦略部吉田ルーム所属

## 制作スタッフ
2018年の組織改編にて、制作部は廃止。ディレクションの多くは子会社のミックスゾーンのスタッフが務め、制作部所属だったスタッフの1部は編成局に異動している。
- 森谷和郎（元ディレクター、プロデューサー、現・同社専務取締役、株式会社radiko取締役兼務[158]）
- 松浦大介（元ディレクター、プロデューサー、常務取締役兼編成局長、現・ニッポン放送プロジェクト代表取締役社長）
- 鳥谷規（元プロデューサー、ディレクター、現・編成局シニアマネージャー、マンガ大賞実行委員）
- 宅野淳（元ディレクター、現・編成局スポーツ部デスク）
- 勅使川原昭（元ディレクター、プロデューサー、エンターテインメント開発局長、現・ニッポン放送プロジェクト常務取締役兼小説家の志駕晃）
- 伊藤了子（ディレクター、元「ちょんまげ娘」メンバー、現・ミックスゾーン出向）
- 節丸雅矛（元プロデューサー、ディレクター、現・ビジネス開発センター長）
- 三宅正希（元ディレクター、制作部制作部長、現・株式会社grape代表取締役）
- 瀬尾伊知郎（プロデューサー、元ディレクター、スポーツ部長、編成部長、営業戦略室長、ビジネス開発センター局長、編成局長、現・執行役員コンテンツプランニング局長）
- 戸田修一（元ディレクター、編成局制作部長、エンターテインメント開発局エンターテインメント開発部長、現・ミックスゾーン出向 ゼネラルプロデューサー）
- 大久保太郎（元営業一部、編成局報道部部長兼記者、ビジネス開発局新規ビジネス開発部長、現・CP局報道スポーツコンテンツセンター長）
- 桜井達也（元ディレクター、現・CP局コンテンツプランニング（報道）部長）
- 白川陽子（ディレクター、プロデューサー）
- 松尾紀明（元制作部、スポーツ部ディレクター、日本映画衛星放送→日本映画放送編成制作部出向）
- 福田大介（元制作部ディレクター、イベント事業部、総務局人事部、現・ミックスゾーン出向）
- 木之本尚輝（元制作部、スポーツ部ディレクター、現・CP局コンテンツプロデュースルームプロデューサー、父は元Jリーグ専務理事の木之本興三）
- 高田陽平（元ディレクター、現・エンターテインメント開発局エンターテイメント開発部）
- 石田誠（編成局ディレクター）
- 桐畑行良（元制作部ディレクター、プロデューサー、営業1部、編成局編成部、エンターテインメント開発局エンターテイメント開発部担当副部長、CP局コンテンツプロデュースルーム副部長、現・デジタルビシネス局デジタルビジネス部副部長）
- 丹羽一弘（ディレクター、現・ミックスゾーン出向）
- 松岡敦司（元ディレクター、営業局メディアプロデュース部兼2020戦略情報委員会主任、現・SHOWROOM株式会社 メディア開発グループシニアエグゼクティブプロデューサー出向）
- 長濵純（元ディレクター、メディア開発局デジタルソリューション部、現・CP局コンテンツプロデュースルームプロデューサー）
- 柿崎竜也（元制作部ディレクター、現・スポーツ部ディレクター）
- 五戸勝徳（元ディレクター、現・メディア開発局デジタルソリューション部「しゃべる」編集長）
- 青木潤現（元ディレクター、現・メディア開発局デジタルソリューション部所属）
- 森岡大祐（元制作部ディレクター、営業1部、現・ビジネス開発センター ネクストビジネス戦略部兼デジタルソリューション部 主任）
- 冨山雄一（元ディレクター、現・CP局コンテンツプランニング部 主任 プロデューサー）
- 林佑介（CP局スポーツ部ディレクター、元制作部ディレクター）
- 石井玄（エンターテインメント開発局エンターテイメント開発部※ニッポン放送プロパー転職、元ミックスゾーン所属ディレクター、『オールナイトニッポン』プロデューサー）
- 金杉天斉（元編成局ディレクター、アシスタントディレクター、現・ビジネス開発センターデジタルソリューション部）
- 野上大貴（編成局制作部部ディレクター、元・アマチュアお笑いタレント、現・ミックスゾーン出向）
- 高柳良一（総務部長）
- 橋内慎一（元ディレクター、プロデューサー、編成局スポーツ部副部長、現・エル・ファクトリー制作本部長 兼 第一制作部長→ミックスゾーン制作本部執行役員本部長）
- 早崎一郎
- 田口真也（ディレクター、現・ミックスゾーン出向）
- 小鍛冶優子（ディレクター、現・ミックスゾーン出向）

## 晴れ晴れキャスターズ
1994年（平成6年）10月 - 2006年（平成18年）9月まで放送されていたTOYOTA 飛び出せ街かど天気予報のウェザーキャスター。
- 淵澤由樹 - 元富山テレビ放送アナウンサーで後述の荒川は先輩にあたる。キャスター終了後も『栗村智のおはよう散歩道』や『栗村智 あなたと朝イチバン』、『すくすく育て子どもの未来健康プロジェクト』などを歴任し、2023年秋から木曜日夜間から金曜日早朝の情報アナウンスを担当。同じ木曜日夜間の報道部デスクを務める渡邊一宏は富山テレビと北日本放送というライバル局でありながらも同期。
- 廣田みゆき - 元エフエム栃木アナウンサー。キャスター終了後も実質のニッポン放送専属で番組を歴任、渡韓期間終了後に「ひろたみゆ紀」に名義を変え、関連会社からの出向扱いでニッポン放送アナウンサーとして活動
- 山口良子（日本気象協会→フリー）
- 花村あづさ
- 山本かおる
- 遠藤眞希
- 最所千加子
- 河合薫
- 荒川れん子

## 退職者（在職中に死去した人物も含む）

### フジテレビ自動的転籍者

#### アナウンサー
- 塚越孝（1977年入社、クリエイティブ事業局クリエイティブ事業推進センタークリエイティブ事業営業部プロデューサー、2012年没）
- 小野浩慈（1979年入社、2015年5月の定年退職以後、現・東京フイルム・メート所属）
- 桜庭亮平（1983年入社、2017年10月退社以後、一般企業に転職）
- 田代優美（1991年入社、総務局法務室兼適正業務推進室、2018年3月31日付退社以後、現・東京フイルム・メート所属）
- 鈴木芳彦（2003年入社、2022年9月14日付退社以後フリーを経て、同年10月から大沢事務所に所属）
- 岩下方彦（1991年栃木放送より中途採用で入社、現・フジテレビ記者）
- 松元真一郎（福島放送→1992年中京テレビより中途採用で入社、2012年末退職以後ザ・ユニバースを経て、アトミックモンキーに所属）
- 川野良子（1994年入社）
- 福永一茂（1998年入社、2022年7月に岩手めんこいテレビに出向しアナウンサーに復帰[159]）
- 山本麻祐子（1999年入社、 現・編成局広報センター）
- 冨田憲子（2001年入社、現・報道局企画取材部総務省担当記者）

#### ディレクター
- 金井尚史（元・制作部ディレクター、フジテレビへ移籍、2017年2月没）
- 神田比呂志（元・制作部ディレクター、現・フジテレビプロデューサー）
- 高橋博（元NHK、1954年 - 1968年、初代アナウンス室長、後にフジテレビ出向→芸能評論家、話芸家）
- 曽我部哲弥（1987年入社、元・アナウンサー、ディレクター、フジテレビ情報制作センターディレクター、現・東京工学院専門学校講師[160]）
- 松島宏（1981年入社、元・制作部ディレクター[注釈 54]、フジテレビ報道局社員、現・ミックスゾーン出向）

### 通常退職者

#### アナウンサー
男性
- 石黒新平（2004年 - 2006年、元・アナウンサー、元・東北放送→圭三プロダクションに3度所属後、一般企業への転職を経て、2011年1月に広島ホームテレビ転籍後、同年12月に退職以後フリー）
- 糸居五郎（1954年 - 1981年、元・アナウンサー、近畿放送から移籍、1984年没）
- 今仁哲夫（1961年 - 不明、元・アナウンサー）
- 上柳昌彦（1981年 - 2017年、以降はミックスゾーン所属。2023年8月より同社所属のフリーアナウンサーとして活動中）
- 大平透（1954年 - 1955年、開局当時のアナウンサー兼プロデューサー、声優、2016年4月没[161]）
- 小倉秀夫（後に岩手競馬の専属実況アナウンサー。2003年まで）
- 梶幹雄（1965年 - 1992年、元・アナウンサー、現・オフィス梶所属）
- 加藤久雄（元・スポーツ部アナウンサー、後にスポーツ部長、報道部長）
- 木藤隆雄（1971年 - 1974年、現・フリーアナウンサー）
- 木村篤（1987年 - 1995年、元アナウンサー、制作部ディレクター、報道部記者、ニュースデスク）
- くり万太郎（1974年 - 2015年、本名：高橋良一、元・アナウンサー、現・フリーアナウンサー、ディレクター）
- 栗村智（1977年入社、2006年4月にフジテレビに転籍するが、同年7月に復帰、2018年8月同局アナウンサー、オフィス栗好み所属、2025年没）
- 小永井一歩（2018年 - 2025年、元スポーツ部アナウンサー）
- 小林達彦（1969年 - 2000年、元・アナウンサー、RKB毎日放送から移籍、現・サッカージャーナリスト）
- 斉藤安弘（1964年 - 1986年、2003年 - 2009年、元・アナウンサー。1992年 - 2003年の間株式会社彫刻の森へ出向、現・フリーアナウンサー）
- 瀬戸将男（元スポーツ部アナウンサー、2017年5月10日没）
- 荘口彰久（1992年 - 2004年、元・アナウンサー 現・アミューズ所属のフリーアナウンサー）
- 高嶋秀武（1965年 - 1990年、元・アナウンサー 現・オフィスR&M所属）
- 高崎一郎（不明 - 1966年、『オールナイトニッポン』初代パーソナリティ、元・プロデューサー。その後テレビ東京系『レディス4』司会者、三越顧問を歴任、2013年没）
- 高岡尞一郎（不明 - 1970年、元・アナウンサー）
- 田畑達志（元・アナウンサー→報道部デスク、現性：勝山[162]）
- 寺内壮（1987年 - 1991年3月、元・アナウンサー・ディレクター、その後日本テレビに移籍。音楽番組担当プロデューサー、編成企画を経て、2021年6月付にて総務局不動産事業部まちづくりプロデューサー）
- 常木建男（1967年 - 1986年、元・アナウンサー、1986年没）
- はたえ金次郎（1978年 - 2011年、琉球放送から移籍、エル・ファクトリー→現・リベルタ所属）
- 枇杷阪明（1957年 - 1992年、元・アナウンサー、退職後は後進の指導に当たる傍らテレビ神奈川（tvk）『YOKOHAMAベイスターズナイター』の実況を担当。2022年7月没[163]）
- 比嘉憲雄（1967年 - 2001年、元・アナウンサー、退職以後、タレントユニオン→エル・ファクトリー所属、J-WAVE契約報道キャスター兼任、2014年没）
- 檜山信彦（1954年[164] - 1980年、元・アナウンサー）
- 深澤弘（1964年 - 1994年、東北放送から移籍、元・アナウンサー、後に新潟県民エフエム放送［FM PORT］東京支社長、日本野球機構［NPB］新人研修会の講師等を歴任。2021年9月没[165]）
- 古谷崇洋（2016年4月 - 12月、元・アナウンサー、退職以後、南海放送アナウンサー、コンサル会社勤務を経て2025年2月から愛媛県砥部町長[166]）
- 深山計（1989年 - 2002年、中国放送から移籍、元・アナウンサー、フリーアナウンサー・スポーツマネジメント会社「ライツ」取締役を歴任。2018年11月没[167]）
- 村木正顕（元・アナウンサー→報道部デスク）
- 村上正行（NHK松山放送局から転籍、2005年6月没[168]）
- 山田祐嗣（1957年 - 1962年、元・アナウンサー 1959年よりフジテレビと兼務、1962年にフジテレビへ正式移籍、2020年没）
- 湯浅明（1971年 - 2006年8月、元・アナウンサー、ディレクター、1996年 - 1999年の間産経新聞へ出向し、東京本社文化部編集委員、現・音楽ジャーナリスト、弟は国際弁護士の湯浅卓）

女性
- 阿部宏美（1991年 - 1993年6月、元・アナウンサー、現・フリーアナウンサー）
- 石川みゆき（1981年 - 1989年、元・アナウンサー、現・フリーアナウンサー）
- 岩上和代（1987年 - 1990年、元・アナウンサー、婚姻後退職）
- 内村直子（1985年 - 1988年、元・アナウンサー、現性：下尾。現：洗足こども短期大学幼児教育保育科准教授）
- 大沢牧子（元・アナウンサー、高岡寮一郎と婚姻後退職）
- 小口絵理子（1998年 - 2003年、元・アナウンサー、フリーアナウンサー、2013年没）
- 海野尾順子（1981年 - 1989年、元・アナウンサー、現・フリーアナウンサー）
- 五戸美樹（2009年 - 2015年10月、元・アナウンサー、現・フリーアナウンサー）
- 柴田かおる（1981年 - 、元・アナウンサー、FCIニューヨーク特派員、フリーランスにてメキシコ在住し帰国後、聖徳大学講師）
- 下角陽子（1992年 - 1998年、元・アナウンサー、現・相撲ジャーナリスト）
- 東海林のり子（1957年 - 1971年、元・アナウンサー 現・フリーのリポーター）
- 勝呂智子（1981年 - 1985年、元・アナウンサー）
- 新保友映（2003年 - 2018年5月31日、元・アナウンサー、現・一般社団法人IWA JAPAN所属）
- 鈴木智子（1978年 - 、元・アナウンサー、現性：田中。現・フリーアナウンサー、ナレーター）
- 高橋尚代（1987年 - 1991年10月、入社前、元アイドルグループラジオっ娘の高橋めぐみとして活動。現性：菊池。結婚退職以後、英語教員、フリーアナウンサーを経て、現・青山学院大学地球社会共生学部空間情報クラスター教授）
- 田中千恵（1979年 - 1983年、元・アナウンサー、以後渉外（1993年）等を担当し退職。2002年1月18日（有）サウンドデザイン・ジャパンを立上げ、取締役就任）
- 手島里華（1995年 - 1997年、その後、TOKYO FM、J-WAVEへ移籍、 現・フリーアナウンサー）
- 堂尾弘子（1977年 - 1986年、元・アナウンサー、現・プラステン所属）
- 仲佐かおり（1992年 - 2000年3月、元・アナウンサー、現・フリーアナウンサー）
- 西田麻里（1985年 - 1989年8月、元・アナウンサー）
- 西村知江子（1973年 - 1981年、元・アナウンサー、大橋巨泉事務所〈現：オーケープロダクション〉→エル・ファクトリー→現・フリーアナウンサー）
- 根岸紀子（1992年 - 、元・アナウンサー、退職後引退）
- 能勢裕子（1981年 - 1983年、元・アナウンサー）
- 馬場直子（元・アナウンサー、くり万太郎の妻）
- 増田みのり（2000年 - 2016年、元・アナウンサー、現・フリーアナウンサー）
- 宮崎文子（1972年 - 2008年、ラジオたんぱから移籍、元・アナウンサー→報道部デスク、エル・ファクトリー→現・フリーアナウンサー）
- 村上真由子（1990年 - 2000年、元・アナウンサー 現・フリーアナウンサー・タレント）
- 山岡和美（1995年 - 2002年、元・アナウンサー、現・ナレーター）
- 柳田三重子（1969年 - 1973年3月、元・アナウンサー。活動時の旧姓は不明のため、便宜上退職・結婚後の現姓で表記。退職後、認知症の進行により2007年10月に行方不明となった後、身元不明のまま介護施設で保護され、2014年に『NHKスペシャル』で紹介されたことをきっかけに身元が判明した[169]）

#### ディレクター・報道部記者等
- 浅野啓児（フォークグループ「グリーメン」メンバーからディレクターに転進）
- 天井邦夫（元・プロデューサー→副社長→顧問、2009年没[170]）
- 石原捷彦（元・編成部長、扶桑社常務を経てFM802へ。現・同局相談役）
- 今井彬（1957年 - 1959年、元・アナウンサー 1959年にフジテレビへ移籍）
- 井土厚（元・報道部デスク）
- 入江たのし（元・ディレクター、現・スタジオビーバ代表取締役）
- 岩附孝（元・報道部記者）
- 岡部豊（1994年 - 2005年、元・制作部ディレクター、現・アンビッシュ代表取締役社長）
- 角銅秀人（元・制作部ディレクター、2014年没）
- 木村仁士（元・制作部ディレクター、退社後はニコニコ生放送の制作に関わる仕事をしていた）
- 倉本聰（ニッポン放送時代から脚本家）
- 金子ひろみ（元・制作部ディレクター[注釈 55]）
- 近衛正通（1968年 - 2007年、元・常務取締役、放送技術部、制作部ディレクター、プロデューサー、現・同局監査役、ジャズ研究家 岡崎正通 ）
- 菅沼尚宏（1989年 - 2014年10月、元・制作部ディレクター、現・ファイナンシャルプランナー・不動産投資家、投資セミナー講師、劇団主宰、仲佐かおりの夫）
- 館野美欧（2005年 - 2014年3月、元・スポーツ部ディレクター、報道部記者、現・武蔵野大学職員、冨山雄一プロデューサーの妻）
- 小林佐和子（1993年 - 、文化放送から移籍。元・制作部ディレクター、久保こーじと婚姻後退職
- 田所健太郎（1994年 - 1999年7月、元・ディレクター、現・フリーラジオディレクター、山岡和美の夫）
- 土屋夏彦（1980年 - 2002年、元・プロデューサー、現・So-netポータル事業部門部門長・エグゼクティブプロデューサー）
- 坪内悟（1998年 - 2001年、元・制作部ディレクター、現・俳優・放送作家）
- 中山千彰（元・ディレクター、現・イースト・エンタテインメントプロデューサー）
- 西尾安裕（西尾末広の孫、現・デジタルハリウッド大学客員教授、ラブリバー多摩川を愛する会代表[171]）
- 日高俊樹（1993年 - 2020年8月、元・制作部ディレクター、ミックスゾーン出向、現・明治座制作部プロデューサー）
- 堀義貴（1989年 - 1993年、元・制作部ディレクター、現・ホリプロ代表取締役会長兼社長）
- 松村有希子（1999年 - 2002年、元・ディレクター、婚姻後退職）
- 三島通義（1988年 - 2020年3月、元・ディレクター、報道部記者、退職以後、有限会社ネオプラス（アイスリボン）スタッフを経て、現・ガンバレ☆プロレス代表取締役社長））
- 宗岡芳樹（2002年 - 2016年、元・ディレクター、退職以後、主にTBSラジオのディレクションを担当）
- 安岡喜郎（元・ディレクター、日本テレビ制作部を経て、現・バップ代表取締役社長）
- 吉村達也（元・ディレクター、小説家として独立）
- 藤原悠佑（元編成局ディレクター、ミックスゾーン出向、営業1部、関西支社→現・西濃学園中学校・高等学校 職員）

## オーディエンス・セグメンテーション
「オーディエンス・セグメンテーション」（Audience Segmentation）は、ニッポン放送が提唱したラジオ番組編成理論。時間帯によって主たる聴取者を選択し、その聴取者層に合わせて番組を編成する（例：朝・夕方―通勤者、昼―自営業者、車両で外回りする人、夜―若者 これは大まかな分け方で、実際には更に細分化している）。
元々は1960年代前半に広告業界でテレビへの大規模なシフトが起き、ラジオ広告費が大きく減少したことに対応して抜本的な編成方針の見直しを迫られたことから導入したものである（ラジオ離れ#1960年代も参照）。厳密な市場調査を重ね、1964年（昭和39年）4月編成より導入した。当初は各方面から無謀ととらえられたが、ニッポン放送の成功により文化放送も追従。MBSラジオなど全国各局もこれを取り入れた。TBSラジオは当初これに対抗してあらゆる層の聴取者を対象とした総合番組（「オーナー」等）を制作・編成する方針を打ち出したものの、結局は導入した。
当時ニッポン放送編成部長だった羽佐間重彰は「アメリカの例を見てみると、音楽だけ、ニュースだけ、スポーツだけを一日中放送している、細分化された小さなラジオ局が何十、何百とあることが分かった。英語で言うとステーション・セグメントって言うんです。そのことを、ラジオ局が少ない日本の場合に置き換えてみた。ニッポン放送では、時間帯によって対象とする聴取者を分けていこうと考えたわけです。午前中は主婦、昼間は働いている中小企業の人たち、夜は若者ですよ。オーディエンス・セグメンテーションっていうシステムなんです」と説明した。もちろんメインターゲットを定めるだけであり、厳格に年齢層を分けるなどをするわけではない。
この理論は長らく民放中波ラジオ編成の基本とされており、現在でも大まかな編成の基準ではあるものの、近年では聴取者の高年齢化や若年層のラジオ離れ、働き方・聴き方の多様さなどの要素が作用し、理論が当てはまらなくなりつつある。その一方でエフエム東京などではこの理論応用を行っている。

## 特徴
- 送信所の位置関係から、TBSラジオと文化放送は北関東の企業・自治体のCMが多い（文化放送は埼玉県、TBSラジオは埼玉県に加え、群馬県関係のCMが多い）のに対し、ニッポン放送は、在京ラジオ局では神奈川県と千葉県と埼玉県など主に南関東の企業・自治体のCMが多く放送されている。かつて静岡支局を設置していた事や他局と比して静岡県での受信環境が良いことなどから、伊豆半島や静岡中東部に所在する企業等のCMも多い。
- 送信所の位置関係から静岡県東部、静岡県中部では他の在京局よりもクリアに受信できる。東名高速道路の日本坂トンネル（静岡市と焼津市の境）以東の全トンネルでは、在京民放AMラジオ（TBSラジオ、文化放送、ニッポン放送）が受信できるようになっているが、国道150号の新日本坂トンネル、大井川以東の国道1号、静岡県道29号梅ケ島温泉昭和線、国道362号、国道473号、静岡県道・山梨県道10号富士川身延線 、および静岡県道64号島田川根線 の各トンネルでは、在京民放局で唯一ニッポン放送が受信可能となっている。つまり、同県中部地区でラジオ再送信を行っているトンネルすべてにおいて、ニッポン放送が受信できる。ニッポン放送が企画する書籍が首都圏以外に静岡県のコンビニでも販売されたり、「ラジオリビング」の一部商品の対応エリアに静岡県が含まれるのは、このような理由からである。送信所からの直線距離を比較すると、同局を再送信しているトンネルの北限である関越トンネルまでと、静岡県大井川流域までは、ほぼ同じ距離となる。
- 17時頃より関西、四国、東北、その他各地でも受信可能である。特に冬場は15時頃から受信可能である。
- ニッポン放送のアナウンサーはスポーツ中継などで観衆を表現するときに、伝統的に「お客様」という表現をしている。この表現は、アナウンサーがフジテレビに転籍したりフリー転向後も概ね踏襲しており、ニッポン放送出身アナウンサーの特徴となっている。
- 「ニッポン放送では電話番号やファクス番号の『0』は『ゼロ』と読むよう指導されている。対してライバル局のTBSラジオでは『れい』と読むように指導されている」という。これは両局でパーソナリティの経験がある伊集院光が「伊集院光 日曜日の秘密基地」（TBSラジオ）内で語っている。ただし、局内で統一されているわけではなく、「秘密基地」のリスナーであることを公言している上柳昌彦アナウンサーはこれを意識してか「0」を「れい」と読んでいる。
  - アナウンサーによっても読み方はまちまちである。FAX番号は「れい」と読み上げても、その他のインフォメーション原稿は「ゼロ」と読み上げる場合もあるなどやはり完全統一されているわけではないようである。後者の場合はクライアント側からの『読み方の指定』があった場合それに従う必要から統一できない、という事情もある。
  - ニッポン放送の郵便番号「100-8439」の読み方は「いちまるまるのはちよんさんきゅう」で統一している（局内では基本的にこの読みとなっているが、外部からのパーソナリティは違う読みをすることもある[注釈 56]）。旧有楽町社屋時代、初期は3桁の「100」であり「いちまるまる、東京都千代田区有楽町ニッポン放送…」、5桁移行後は「100-87」となるが、ほとんどの番組では「ひゃくのはちじゅうなな」と読んでおり、まれに「いちまるまるのはちなな」と読む番組もあった。お台場では「0（ゼロ、れい）」がつかなかったため、実質のほぼ統一であった[注釈 57]。

## その他

### 紙媒体
- Spopre： スポーツ情報専門のフリーペーパー。2003年8月創刊。広告代理店サイバーメディアワークスとの共同運営。2009年8月にサイバーメディアワークスに譲渡し、撤退した。

### 放送波
- LFX488：BSデジタルラジオ局。2000年12月1日開局、2006年3月31日閉局。
- Digital Radio 98 The Voice： 地上波デジタルラジオ実用化試験放送局のチャンネル。東京地区9801チャンネル 2003年10月10日の実用化試験放送局開局から2006年9月30日まで、エフエム東京・ジャパンエフエムネットワークと共同運営していた。デジタルラジオの構成社再編に伴い、10月1日にmudigiへ移動。
- mudigi： 地上波デジタルラジオ実用化試験放送局のチャンネル。東京地区9501チャンネル。2003年10月10日に9801チャンネルで開局し、2006年10月1日より現在のチャンネルに移動。割り当てチャンネル枠自体は伊藤忠商事と共同運営。
- ニッポン放送DIGITAL：地上デジタルラジオD-JOLFのサブチャンネルとして、2007年4月2日に特別番組専用のチャンネルとして開局し、2008年9月29日にニッポン放送DIGITALに改称。2011年3月31日閉局。地上波ニッポン放送のサイマル放送を行う。
- HappyFM93（墨田FM補完中継局、93.0MHz 7kW）：都市型難聴・災害[注釈 58]対策で設置。2015年12月7日13時開局。AMのサイマル放送。

### Web配信

#### インターネットラジオ
- LFX BB： インターネットラジオ局。LFX488の一部番組のサイマル放送と、ブロードバンドニッポン!の一部コーナーのオンデマンド配信のみを行っていた。2001年9月24日開設。2006年4月1日よりLFX mudigiに改称。
- LFX mudigi： 旧LFX BB。インターネットラジオ局。2006年4月1日に改称し、2007年4月2日よりSuono Dolceに改称。
- Suono Dolce（D-JOLF）： 旧mudigi。デジタルラジオ・インターネットラジオ局。2007年4月2日に現在の名称に改称。デジタルラジオでは2011年3月31日に閉局し、以降2018年1月26日までインターネットラジオ局として運営した。
- ニッポン放送 PODCAST STATION： ポッドキャスティングによるインターネットラジオ局。2005年10月開設。2020年4月のリニューアルを機にオールナイトニッポンiを吸収。
- Radital - インターネットラジオ配信サイト。2012年開設。過去に放送した地上波の番組・携帯電話専用の番組（オールナイトニッポンモバイル）と、オリジナル番組を配信。一部の番組は有料。Apache Struts2の脆弱性を利用した不正アクセスにより、2017年3月11日からサービスを休止していたが、サービス再開を断念し2017年8月2日にサービスを終了した。

#### Webサイト
- ニッポン放送 - YouTubeチャンネル
- ニッポン放送TV - YouTubeチャンネル
- オールナイトニッポン公式チャンネル - YouTubeチャンネル
- 193t - アニメのデザインTシャツを中心とした、オリジナルアパレル販売サイト。2013年6月27日開設[173]。2017年7月31日販売終了。
- 9129 スッポン放送 - ニンテンドー3DS用ソフト『大合奏!バンドブラザーズP』との連動サイト。2013年開設。オリジナルラジオ番組「オールナイトスッポン」をゲーム上・Raditalで配信。エンターテインメント開発部が運営。

## 歴代キャッチコピー・キャラクター
キャッチコピー
※カッコ内はイメージキャラクター等に起用されたタレント
- 1974年 - 1975年 「ハッピーラジオ」（1974年：研ナオコ、1975年：林寛子）
- 1976年 「ハッピーラジオ・健康作り」（秋野暢子）
- 1977年 「フレッシュラジオ」（木之内みどり、松本ちえこ、岡田奈々）
- 1978年 「フレッシュラジオ・笑顔でファイト」（荒木由美子）ドラえもん（1979年のテレビアニメ）
- 1979年 - 1980年 「笑顔がきこえる」（能瀬慶子、人気アニメ声優[注釈 59]）
- 1981年 - 1982年 「いま ラジオ時代。」[175]
- 1983年 「ボクハキミノココロノナカニイル」
- 1984年 「いますぐ逢いたい」（THE ALFEE）
- 1985年 「また、おまえか!」（チェッカーズ）
- 1986年 「もお! たーいへん!」（とんねるず）
- 1987年 「まかせてチョンマゲ!!」（デーモン小暮、南野陽子、チョンマゲ娘）[176][注釈 61]
- 1988年 「トンデモはねてる!」（光GENJI）
- 1989年 「かぼちゃ計画 もも計画」（B21スペシャル、ジングル歌唱：久保田利伸）[178]
- 1990年 「オモスルドロイカ!?」
- 1991年 「みんなのラジオ - ごはんとおふろとニッポン放送 - 」
- 1992年 「そこまでいうか! そこまでやるか!」[179][180]
- 1993年 「あっけら、感動（CAN DO）。」[注釈 62]
- 1994年 「みんなでやんちゃ ラジオはおもちゃ おちゃめでニッコリ!」
- 1995年 「未来（みら）くるラジオ」（トータルプロデューサー：テリー伊藤）
- 1996年 「笑ってチョーナイ!」
- 1997年 「青春花吹雪!」（テリー伊藤）
- 1998年 「がんばれ! ニッポン放送」
- 1999年 「ゆずとだんごとニッポン放送」（ゆず）
- 2000年 「ビビッと! 夢見る」（コブクロ）
- 2001年 - 2002年 なし
- 2003年 「あなたがいるから」（矢口真里）
- 2004年 「メジャーなラジオ」（松井秀喜）
- 2005年 なし
- 2006年 「だったらラジオ!」（4月 - 6月：オリエンタルラジオ、7月 - 12月：いきものがかり）
- 2007年 「ニッポン放送があるじゃないか!」[注釈 63]
- 2008年 「ビビッとくる!」[注釈 64][注釈 65]
- 2009年 「55&GOES ON」（開局55周年、糸居五郎のフレーズから）
- 2010年上半期 「情報タップリ!! オモシロ万博」（AKB48 - 6月27日）
- 2010年下半期 「声出していこー。」（高嶋ひでたけ・上柳昌彦・徳光和夫・テリー伊藤・柳原可奈子 6月28日から）
- 2011年上半期 「ひとつになろう! ニッポン」（4月 - 9月）[注釈 66]
- 2011年下半期 「みんな、つながる。 今、聴かなくちゃ。」（10月 - 3月）
- 2012年度 「有楽町からスマイル♪ どんなときもニッポン放送」（※メイン広告は剛力彩芽）

（4月・5月：剛力彩芽、6月・7月：夏目三久、8月・9月：ももいろクローバーZ、10月・11月：テリー伊藤、12月・2013年1月：大竹しのぶ、2月・3月：笑福亭鶴光&オードリー）
- 2013年度上半期 「-Something's gonna start!- 何かが始まる!」（※メイン広告はシシド・カフカ）

（4月・5月：シシド・カフカ、6月・7月：ノースリーブス、8月：なし（「I LOVE サザン ニッポン放送」展開のため）、9月：久保ミツロウ&能町みね子）
- 2013年度下半期 「NEXT STAGE with U」＜開局60周年＞
- 2014年度下半期 「大人（オトナ）には大人の人生の楽しみ方がある! 大人パラダイス!」
- 2015年度上半期 「Happy Tuning! ラジオへようこそ」（大原櫻子）
- 2015年度下半期 「笑顔が聴こえる! HAPPY STATION」
- 2016年度上半期 「ワクワクいっぱい! ニッポン放送」
- 2016年度下半期 「秋の新番組情報! きもちをワイドにあなたとシェア ニッポン放送!!」
- 2017年度 「スマイル〜君に耳キュン! ニッポン放送」（松田聖子）
- 2018年度上半期 「あなたにショウアップ!ニッポン放送」[181]（※メインとなる者はおらず）

CMはオールナイトニッポン出演者が担当（4月：菅田将暉、5月：星野源、6月：AKB48（総監督：横山由依）、7月：岡村隆史、8月：山下健二郎、9月：オードリー）
- 2019年度「STARTUP65 ROCK&GO!」＜開局65周年。2020年7月14日まで展開するキャンペーン＞
- 2020年度上半期 「（Stay at Home） いつでも一緒 ニッポン放送」（SixTONES）
  - 2020年7月14日までは併用。
  - カッコ内は緊急事態宣言の解除で2020年6月以降は外された。
  - 2020年下半期以降は特にキャッチコピーは設けていなかった。
- 2024年「笑顔にナーレ! ニッポン放送」＜開局70周年＞

2024年1月4日、社内向けに発表され、5日より公式サイトを含め、公に発表された開局70周年記念フレーズ。社員公募によって決まったもので、飯田浩司や新行市佳によれば、このフレーズは大泉健斗によるものであるという。「70」と「ナーレ」が掛け合わされ、ロゴには矢印と開局年の1954、制定年の2024があしらわれ、過去を振り返るだけでなく、100周年に向かっていくイメージが合わさっている。
ステーションソング
TBSラジオの「聞けば、見えてくる。」、文化放送の「QRソング」といったステーションソングは導入実績がない。ただし、古関裕而作曲の「ニッポン放送行進曲」は存在する。
キャラクター
2019年開局65周年を記念して、初となる局のマスコットキャラクターがデビューした。デザインは大塚いちお
- ラーさん（体色は青）…毒舌キャラだが憎めない愛らしさ。慌てんぼうでよく失敗する。
- ジー子（体色はピンク）…しっかり者で、ラーさんの毒舌をたしなめている。心は乙女。
- オーちゃん（体色は黄色）…末っ子で甘えん坊。いつも上の二人と一緒にいる。たまに哲学的なつぶやきで話をまとめる天才キャラ。

3人（匹?）は兄弟。
かつてマイクをモチーフとしたイメージキャラクター「ムッシュ・マイク&マダム・マイコ」がいたことがあるが、あくまで60周年記念キャラクターであり、「局のマスコット」として公式に登場したのは上の3人（匹?）が最初である。

## 大型イベント
ニッポン放送 うまいもん祭り
NRNネットワークの協力の元、全国の「おいしいもの=うまいもん」が集まるイベント。一部の商品はアナウンサーのイチオシとなっている。イベントステージでは、オリジナルイベントや公開生放送、中継が行われる。
ニッポン放送 THEラジオパーク in 日比谷
ラジオで安心 みんなの防災
東日本大震災以降、防災におけるラジオの重要性が見直されたことを受け、東京消防庁などと共同で行う防災啓発運動。防災の日を挟んで1週間行われ、土曜の午後に公開生放送を編成する。

## グループ会社

### 親会社
- フジ・メディア・ホールディングス（フジサンケイグループの持株会社）

### かつてニッポン放送の子会社だった企業
- 株式会社フジテレビジョン（旧社、現：フジ・メディア・ホールディングス） - 設立時に40%出資、その後の増資引受により子会社となっていた。2005年の再編により親子関係が逆転した。
- 株式会社フジパシフィックミュージック - 1966年、パシフィック音楽出版として設立、1985年フジ音楽出版と合併、フジパシフィック音楽出版となる。
- 株式会社ポニーキャニオン - 1966年設立のポニー（設立時はニッポン放送サービス）と1970年設立のキャニオンレコードが1987年合併。
- 株式会社サウンドマン - 多くの番組にディレクター・ミキサーを派遣。かつてはポニーキャニオングループ傘下だった。2018年4月にエル・ファクトリーに吸収合併され、解散。
- 株式会社ディノス（現：DINOS CORPORATION） - 1971年設立（1973年にフジサンケイリビングサービスに社名変更）。1991年に設立された同名の新会社（2004年ディノスに再度社名変更）に事業承継されるまでニッポン放送の子会社だった。
- 株式会社ビッグショット - フジサンケイグループ内の広告代理店再編に伴い、フジサンケイアドワーク・ティーコムコーポレーション・富士アドシステムと合併し、株式会社クオラスとなり、フジテレビグループに移動。
- 株式会社彫刻の森 - 箱根 彫刻の森美術館内のテナント・フジテレビ本社内のアンテナショップ運営。2006年株式会社フジランドに合併。
- 株式会社一口坂スタジオ - スタジオレンタル、音響・映像制作。2012年1月12日付けで営業を終了し、3月7日に特別清算を開始、消滅。
- 株式会社トーンコネクト - アドリブとニッポン放送の共同出資によるスマートフォンアプリ開発会社。

### 関連放送事業者
- 株式会社フジテレビジョン（新社、フジサンケイグループ[注釈 67]）
- 株式会社文化放送（フジサンケイグループ、フジ・メディア・ホールディングスに出資）
- 東海ラジオ放送株式会社（中日新聞社の関連会社、関連会社は東海テレビ放送）
- 株式会社ラジオ大阪（フジサンケイグループ（産経新聞グループ）の一員）

### 出資先放送事業者
ニッポン放送が出資している主な放送事業者は以下の通り。発行済株式総数に対する出資比率を記し、放送局名が太字のものは筆頭株主であることを表す（2010年3月31日時点）。括弧内は放送対象地域、加盟ネットワークの順。

#### AM局
- 株式会社ラジオ沖縄（沖縄県、NRN） - 5.15%（文化放送も同比率）

#### FM局
- 株式会社FM802（大阪府、JFL） - 10.0%（2022年2月1日現在11.5%[183]）
- 株式会社ベイエフエム（千葉県、独立局） - 6.0%
- 横浜エフエム放送株式会社（神奈川県、独立局） - 5.89%
- 株式会社エフエムナックファイブ（埼玉県、独立局） - 5.0%
- 株式会社J-WAVE（東京都、JFL） - 4.85%（2022年2月1日現在18.2%[183]で筆頭株主）
- 株式会社エフエム徳島（徳島県、JFN） - 4.8%
- 株式会社エフエム熊本（熊本県、JFN） - 4.34%
- 株式会社エフエム山形（山形県、JFN） - 4.2%
- 株式会社エフエム石川（石川県、JFN） - 4.0%
- 長野エフエム放送株式会社（長野県、JFN） - 3.5%
- 株式会社エフエム高知（高知県、JFN） - 3.0%
- 株式会社エフエム京都（京都府、独立局） - 2.37%